# Encarnación (Paraguay)
Encarnación es una ciudad localizada al sur de la región oriental de la República del Paraguay. Es la capital del departamento de Itapúa y está situada a unos 370 km de la capital del país —Asunción—, conectada por la Ruta PY01. Sobre la margen derecha del río Paraná se encuentra su límite con la República Argentina, conectada a través del puente carretero-ferroviario San Roque González de Santa Cruz. Es un importante polo comercial fronterizo, manteniendo un fuerte vínculo e influencia con la vecina ciudad argentina de Posadas. 
Con su aglomerado urbano, más su fuerte economía y posición geopolítica, es la tercera ciudad más importante del país, detrás de Asunción y de Ciudad del Este. La ciudad limita al sur con la ciudad argentina de Posadas, al oeste con San Juan del Paraná, al sureste con Cambyretá, al noreste con Capitán Miranda, y al extremo norte con Carmen del Paraná y Fram (zona rural de Encarnación). Según el censo paraguayo de 2022, cuenta con 106.842 habitantes, y su área metropolitana con cerca de 200.000 habitantes. Junto a Posadas, conforman un aglomerado binacional de más de 500.000 habitantes. Por su parte, es la tercera ciudad universitaria del país, con instituciones estatales y privadas como la Universidad Nacional de Itapúa y la Universidad Católica Nuestra Señora de la Asunción, Campus Itapúa.
Entre varias denominaciones, es conocida últimamente por ser la "Capital del Verano Paraguayo", debido a la masiva cantidad de turistas que ingresan a la ciudad durante esa época. El Aeropuerto Teniente Amín Ayub González, ubicado en Capitán Miranda, sirve como parada del transporte aéreo de la ciudad. En los últimos años ha sido uno de los pasos fronterizos más transitados e importantes de la región, debido a que se registran más de 10 millones (ingresos y salidas) de personas al país anualmente por el Puente Internacional San Roque González de Santa Cruz. Tiene consulados de Alemania, Argentina, Brasil y Japón. También es sede regional de la diócesis de Encarnación.

## Elementos identitarios

### Toponimia
Su nombre se debe al acontecimiento celebrado en el calendario litúrgico de la Iglesia católica como festividad de la «Anunciación» a la Virgen María. Este evento, por convención, hace referencia a los nueve meses antes del 25 de diciembre, cuando se conmemora la «Natividad». La festividad de la «Encarnación» o de la «Anunciación» conmemora el inicio de la gestación de Jesús y se celebra el 25 de marzo, fecha en la cual Roque levantó la cruz por primera vez en Itapúa fundando de este modo la reducción.
Existen afirmaciones más amplias y abarcativas que rezan que el nombre elegido para la reducción fue Nuestra Señora de la Anunciación de la Encarnación de Itapúa. A estos términos bíblicos se le suma la referencia toponímica de «Itapúa», que probablemente se refiere al «cacique Itapúa»,  interpretación que llegó hasta el último cuarto del siglo XVIII cuando se sostiene que fue asentada «en tierras de un reyezuelo llamado Itapúa». Otra versión que alude el término tiene que ver con una posible situación geográfica paisajística, una suerte de referencia visual por la cual se determinaba un sitio desde el río, como un hito que determina un espacio. Este sitio se precisaba por la presencia de una gran piedra enclavada en la costa, o incluso en un islote en forma de «piedra de punta», que actuaba como icono visual por el que los nativos hacen referencia al sitio denominándose «Itá Púa», que significa «piedra de punta o erguida». Una tercera interpretación alude a la posibilidad de que el mismo cacique tomaría el nombre del sitio en que residía junto a su tribu, es decir, refiriéndose así mismo como el «cacique de Itá Púa».

### Símbolos
Encarnación luce un escudo de armas con símbolos de paz. Las piedras que le dan forma al escudo están ubicadas con simetría y significan: el origen del nombre "Itapúa" en guaraní. Etimológicamente, Itá significa piedra o roca; pu'ã significa levantada, levantarse o ponerse en pie, aunque la acepción probable sea "piedra sonora" o "corazón de piedra", en las que concuerdan los siguientes autores: Antonio Guasch, Anselmo Jover Peralta y Antonio Ortiz Mayans. En su parte inferior, las líneas laterales se unen en una saliente puntiaguda señalando el Sur de la Rosa de los vientos. En la parte superior se muestran dos pilares con sencillos capiteles que hacen de pétreos mástiles a la derecha e izquierda del arco, cuya perfecta construcción simboliza la sensibilidad artística de aquellos antepasados aquietados por la fe en las reducciones del sur.

#### Bandera
La bandera tiene un fondo blanco con una tricolor diagonal en rojo, amarillo y azul, en la que se superpone el escudo. La inclinación de la campana hacia la izquierda ubica el lugar del corazón. El padre Boroa, luego de la muerte del fundador de Encarnación, halló entre las cenizas el corazón intacto atravesado por una flecha. El corazón fue llevado a Roma en 1633, para luego ser venerado en la Iglesia de Buenos Aires y también en Encarnación.

#### Escudo
- Lapacho: Se ubica arriba y a la izquierda del escudo. Es la madera de mayor valor que abunda en la zona y es fuente de imponderables recursos. Al pie del lapacho se ven el hacha y el machete, junto a tres troncos ricas en savias que superponen con sus duras cortezas y sus vetas. Simboliza la ofrenda del hombre y de la selva en bien y favor del progreso y de la civilización. Es el santo sudor del hombre, su grito de redención y su profundo amor al trabajo.

- Gajo de yerba mate: Se ubica arriba y a la derecha del escudo. Es el té de los jesuitas, también conocido como el té de las Misiones, el "Ilex Paraguariensis", cuyas plantaciones naturales datan de cientos de años, desde los alrededores de Encarnación hasta el límite noreste del Alto Paraná. El gajo foliado lleva cinco hojas que se abren como un ramillete hacia arriba, que simbolizan los dedos de una mano abierta en señal de amistad. Luego aparecen un mate y una típica bombilla de plata, que representan la proverbial hospitalidad y la cordialidad espontánea de los hijos de Itapúa.

- Indio Guaraní: Se ubica abajo y a la izquierda del escudo. Aparece de medio busto, de frente, luce vincha y pluma de cacicato. Simboliza al primitivo amerindio que preside la marcha de todo un pueblo, el que con sus liderazgo orienta a los intrépidos hombres de la Conquista, el que con sus músculos levantara piedra sobre piedra, columnas y paredones, aceptando el desafío del tiempo nuevo.

- Mártir fundador: Se ubica abajo y a la derecha del escudo. Es el padre-santo Roque González de Santa Cruz, con aureola de segundo plano. Con capítulos heroicos, fue quien apuntaló el pilar de su cultura, el que abrió en las penumbras selváticas un amplio y profundo surco para desparramar sobre él las semillas de un mensaje divino. Simboliza la valentía, la ternura y la resignación. Es el rostro del auténtico misionero, de un varón en cuerpo y alma, es el que con la verdad y una cruz como únicas armas logró entrar en los dominios del Cacique "Ita-pya" para fundar otro reducto de la fe; la reducción "Nuestra Señora de la Encarnación de Itapúa".

- Cruz: Se ubica sobre el escudo, como surgiendo de entre las piedras del paredón. Es una rústica cruz de abiertos brazos, símbolo de la fe cristiana, formada por maderos desnudos. Este símbolo divide al escudo en cuatro sectores simétricamente logrados que permiten dar ubicaciones justas y precisas a los cuatro símbolos antes nombrados.

- Campana: Se ubica sobre la cruz y en primer plano. Se trata de una campana de bronce con el badajo quieto. Simboliza las notas truncas que a su vez representan la muerte del santo Roque González de Santa Cruz en las manos criminales del esclavo Maragua, quien alevosamente y cumpliendo una orden del Cacique Ñesu, atestó un mortífero golpe sobre la cabeza del misionero mártir.

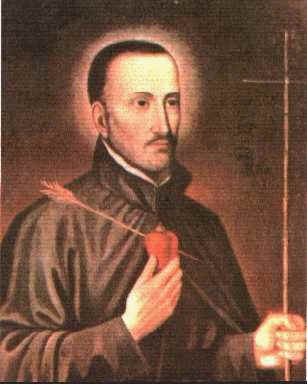
San Roque González S. J. (1576-1628), fundador de la ciudad.

## Historia

### Inicios
La ciudad fue fundada el 25 de marzo de 1615 por el jesuita San Roque González de Santa Cruz, el primer santo paraguayo.
La pasión de Roque González siempre fue trabajar con los nativos para convertirlos al catolicismo, así fue que el 9 de mayo de 1609 Roque González de Santa Cruz ingresó a la Compañía de Jesús en Asunción y durante muchos años asumió la responsabilidad de misionero y fundador.
En Asunción manifestó a su superior y al gobernador sus propósitos de fundar una misión en Itapúa y luego de la aprobación de dicho cometido retornó a Itapúa, y el 25 de marzo de 1615 fundó la misión sobre el río Paraná, que bautizó Nuestra Señora de la Encarnación de Itapúa por la fecha conmemorativa de Nuestra Señora de la Encarnación.
San Roque sale con toda seguridad de San Ignacio a finales de octubre del año 1614 y llega en la margen izquierda del río Paraná en la actual ciudad de Posadas (Argentina) va en busca de la Licencia de Fundaciones y vuelve el 22 de marzo de 1615, pero no permaneció mucho tiempo en aquel lugar a causa de la amenaza de los bandeirantes portugueses, las enfermedades, y la negación de los guaraníes locales a dejarse domeñar. A instancias del Padre Diego de Boroa y durante tres días se trasladan a la margen derecha del río Paraná, cruzando el caudaloso río Paraná hasta la bahía San José, y luego hasta la actual ubicación, donde hoy se encuentra la Plaza Central de la ciudad de Encarnación lugar de las Chozas de los indígenas guaraníes. El padre Roque González dirigió a los guaraníes para construir una improvisada capilla hecha con materiales autóctonos de la zona ―mucho pajonal para la techumbre y madera para la mampostería―, donde el 31 de julio de 1615 se celebró la primera misa.
Visitó la Misión el gobernador Hernadarías el 4 de diciembre del año 1615 día de Santa Bárbara (ingresando por tierra Camino Real a Ytapua y es recibido con salva de arcabuces, con estruendos solemnes de la acogida) oyo misa en la iglesia, al fin de ella, dijo el piadoso Caballero «que rezasen un Padre nuestro y un Ave María por haber oído misa con tanta paz adonde español jamás había puesto un pie».(Ref. Carbonell de Masy y Carmen Martines Martins).
Al convertirse el pueblo de Itapúa en Villa Encarnación el 8 de abril de 1843, por decreto del gobierno consular, el maderamen útil de este templo abandonado y en decadencia física, se utilizó pocos años después en la construcción de puentes, en particular del puente sobre el Arroyo Caraguatá, para unirla a Carmen del Paraná, fundada poco después. La iglesia fue demolida por decreto del entonces cónsul, Carlos Antonio López. Los materiales de toda la reducción, fueron a parar a distintas construcciones, como la catedral de Encarnación, el Cuartel de la Independencia ―hoy Colegio Inmaculada―, y el Murallón de la Independencia.
El 7 de octubre de 1848, un decreto desterró a los guaraníes de su propia ciudad. Con sus enseres a cuestas fueron enviados a Tupá Raý ―la actual localidad de Carmen del Paraná―, en un cuadrilátero vigilado por guardias. De esa manera desapareció la población civil de Encarnación. Hacinados, muchos guaraníes murieron por las pestes.

Por decreto, 112 ciudadanos traídos desde Capiatá, llegaron para poblar la Villa Encarnación.

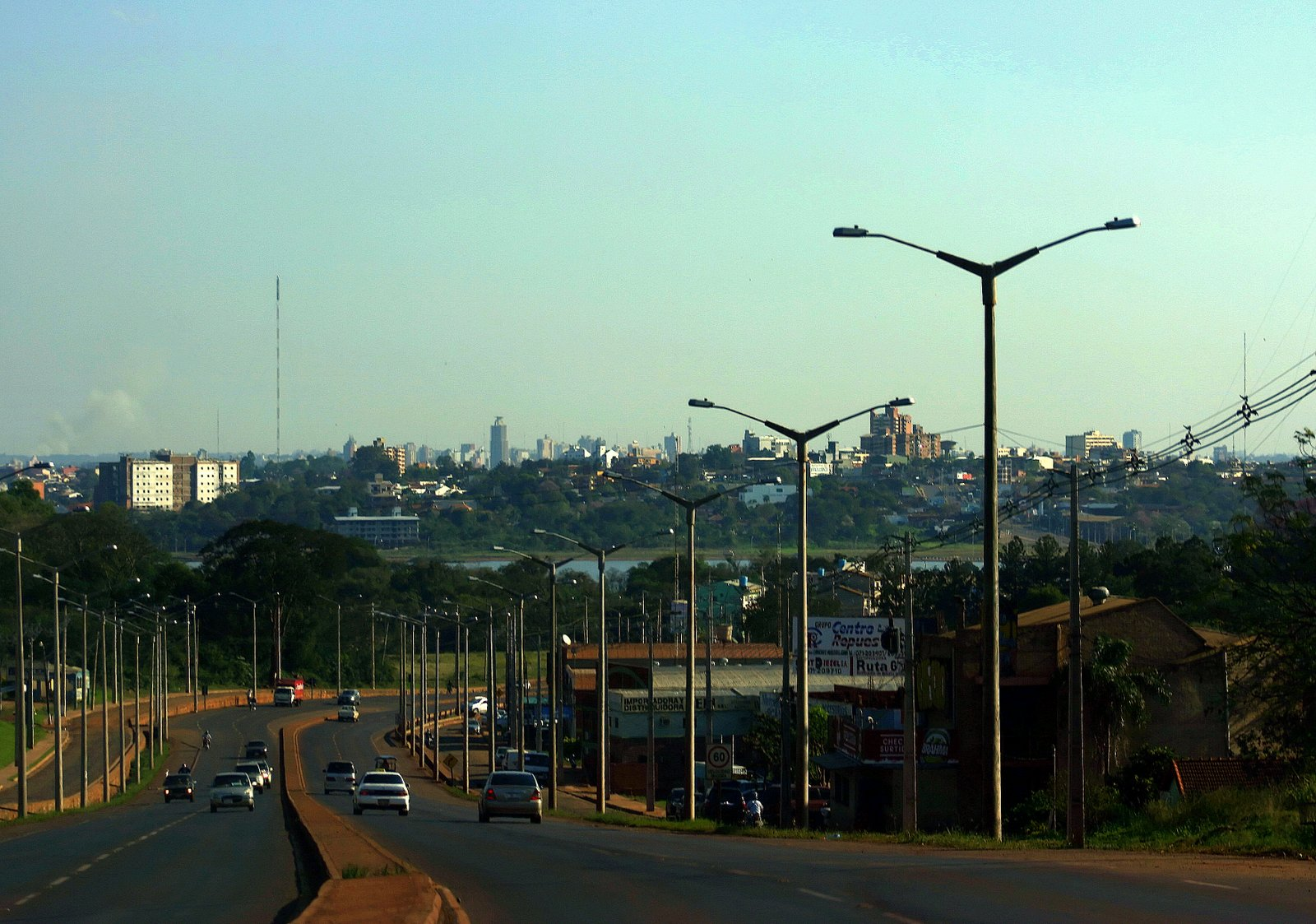
Ruta PY06, a la altura del Barrio Santa María de Encarnación.

### SigloXX
El 6 de junio de 1907 la entonces Villa Encarnación fue elevada a la categoría de ciudad. Luego de varios años de desequilibrio económico, Encarnación volvió a activarse cuando en 1906 ―separándose del departamento de Misiones― se creó el departamento de Itapúa convirtiéndose en su capital, además conoció nuevamente un gran desarrollo económico propiciado por la llegada del Ferrocarril Carlos Antonio López en 1913, la venida del Carnaval Encarnaceno en 1916 y la fuerte corriente migratoria (principalmente italianos) que marcó un punto de un antes y después de la historia de la ciudad.
También a principios del siglo XX vino a la ciudad una nueva tradición que reformaría la fe cristiana de la ciudad, la Virgen de Itacua, que pronto se difundió por la región atrayendo cientos y miles de turistas en el Día de la Virgen (el 8 de diciembre).
El 20 de septiembre del 1926, alrededor de las 18, un ciclón formado desde el río Paraná destruyó gran parte de la actual ex-Zona Baja de la Ciudad, siendo el evento natural más mortífero en la historia del Paraguay, con más de 300 fallecidos. Algunos de los héroes de esta tragedia fueron el jefe de la usina de la ciudad, Juan Perotti, quien murió en el acto de cortar las llaves que conectaban el sistema al tendido eléctrico, para evitar que mucha gente muriera electrocutada por los cables sueltos dispersos en las calles; también el Padre José Kreuser y Jorge Memmel, quienes cruzaron las procelosas aguas del Paraná hasta Posadas en busca de auxilio.
En 20 de febrero de 1931, inspirados ideológicamente de Rafael Barret,  un grupo de obreros estudiantiles dirigido por Obdulio Barthe tomó la ciudad de Encarnación y lo declaró una "comuna revolucionaria", Comuna de Encarnación, bajo la jefatura de una asamblea popular, luego fue retomada por las fuerzas militares,  la toma de Encarnación duro 16 horas.
En 1957, la ciudad fue designada sede de la diócesis de Encarnación, por la bula Dum insano. 
En 1971 la ciudad recibió la gran noticia de que sería unida a Posadas (Argentina) por medio del Puente Internacional San Roque González de Santa Cruz. En 1983 comenzó su construcción, y se inauguró en abril de 1990. Se inició así un periodo de crecimiento internacional y de frente al MERCOSUR (organización internacional que sería creada un año más tarde).
El 18 de mayo de 1988, la ciudad recibe la visita del entonces actual Papa Juan Pablo II (papa durante los años 1978 hasta 2005). En aquella ocasión fue recibido por miles de fieles de todo el país y países vecinos, en el  “Campo de la Esperanza”, ubicado hoy día detrás de la Ex Diben, a orillas del río Paraná. Coincidentemente, ese mismo día en que visitó Encarnación, cumplía 68 años de edad. Fue además el primer papa que visitó el Paraguay.

### Historia contemporánea
Durante finales de la década de los 2000, y principios de la década de 2010, la ciudad de Encarnación sufrió la transformación más radical de su historia, debido a las obras del Plan de Terminación de Yacyretá, de la Entidad Binacional de Yacyretá, en el que el nivel del agua del río Paraná fue elevada de 76 m s. n. m. a 83 m s. n. m., cota máxima de diseño de operación del embalse. La Zona Baja fue demolida, quedando bajo una montaña de tierra y agua. Sus pobladores fueron relocalizados en distintos barrios y distritos aledaños, y en su lugar fue construido las distintas Avenidas Costaneras que rodean prácticamente toda la ciudad, conectada por distintos puentes que unen el centro del resto. El centro comercial -en reemplazo de la Zona Baja comercial- se trasladó en las cercanías del Puente Internacional, conocida hoy día como el "Circuito Comercial".

El costo total de esto fue de más de USD 1000 millones, esta cifra incluye obras como el nuevo puerto, el aeropuerto, los accesos viales, avenidas costaneras, playas artificiales, nuevos hogares, pavimentación y reparación de calles, el Centro Cívico (sambódromo), indemnizaciones a propietarios, relleno sanitario, alcantarillado, red de agua potable y planta de tratamiento de efluentes, entre otras obras más. Actualmente Encarnación goza de ser uno de los principales puntos turísticos de la región, en la que recibe alrededor de medio millón de visitantes cada temporada.

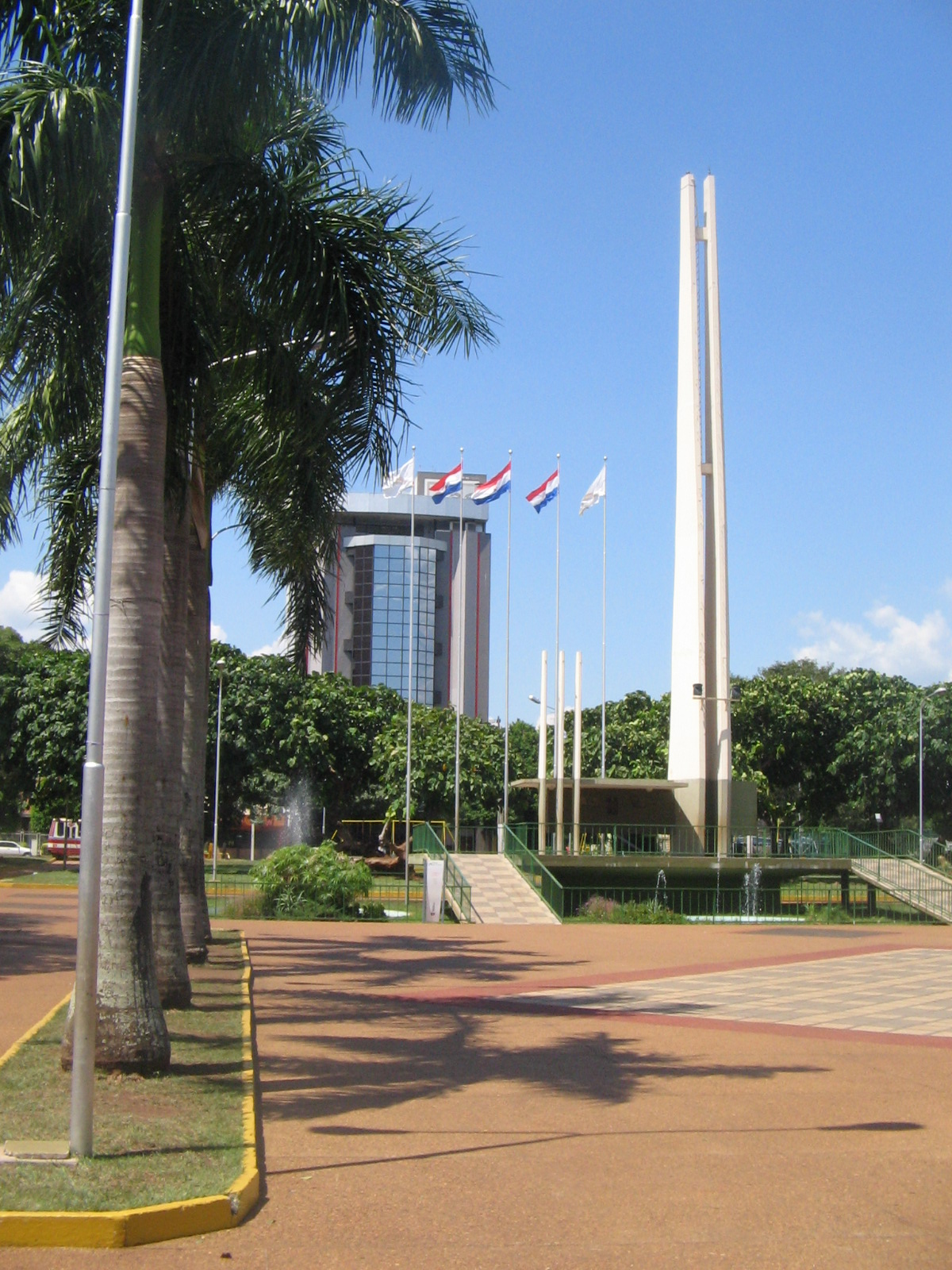
La Plaza de Armas, ubicada en el microcentro.

## Geografía

### Hidrografía
El río Paraná bordea la ciudad hacia el oeste y sur. Está también rodeada de arroyos como el arroyo Santa María, Quiteria, YacuPaso, Arroyo Porá, Mbói Ka'é, que desembocan todos en el río Paraná.
La ciudad, debido a la inundación por los trabajos de terminación de Yacyretá, está prácticamente rodeada de agua, y solamente los puentes unen al centro de la ciudad con el exterior, de los cuales podemos citar los más importantes:
- El puente internacional San Roque González de Santa Cruz, que une a la ciudad con Posadas, Argentina.[26]
- El puente Mbói Ka'e, que une al centro de la ciudad con la Ruta PY01.
- El puente Santa María, que une al centro de la ciudad con la Ruta PY06.
- El puente Yacu Paso, que une al barrio San Pedro con el barrio Santa María.
- El puente San Pedro-Villa Cristina, que une al centro de la ciudad con el barrio San Pedro.
- El puente sobre el arroyo Poti'y, que une al centro de la ciudad con Cambyretá.
- El puente Quiteria, conecta la ciudad con la Ruta PY01, en cercanías de la Ex-Diben y del distrito de San Juan del Paraná.

### Flora
A diferencia de las grandes urbes como Asunción o Ciudad del Este, Encarnación sí posee áreas rurales con buena vegetación. Incluso en sus áreas urbanas, cuentan con buena arborización, de los cuales se puede apreciar los lapachos que florecen en primavera y que tornan un color rosado, como los hay en la Avenida Caballero o en la Plaza de Armas, ubicado en el casco céntrico de la ciudad.

### Clima
El clima de Encarnación es clima subtropical húmedo según Köppen. La temperatura media anual es de 20,5 °C. Los veranos son calurosos y húmedos -aunque por las costas del río suele refrescar en horas de la noche-. Los inviernos son algo frescos y húmedos también, aunque pueden darse días cálidos. 
Encarnación, como capital departamental, tiene uno de los inviernos más frescos del país, con una temperatura mínima media de 10 °C en invierno; por lo tanto las heladas son habituales en cada invierno (especialmente en las afueras de la ciudad).
Las precipitaciones son abundantes a lo largo del año,  ya que en verano generalmente las lluvias se dan en forma de chaparrones y tormentas aisladas, mientras que en invierno son más comunes lloviznas débiles pero continuas. La humedad relativa del ambiente es alta a lo largo del año, lo que puede ocasionar nieblas y neblinas en cualquier mes del año, en especial durante el otoño e invierno. 
El 18 de julio de 1975 se registró por primera vez la caída de nieve en Encarnación, siendo la primera nevada registrada en todo el país. El 20 de septiembre de 1926, un tornado formado desde el río Paraná destruyó gran parte de la ciudad, se trató de la tormenta más mortífera del país.

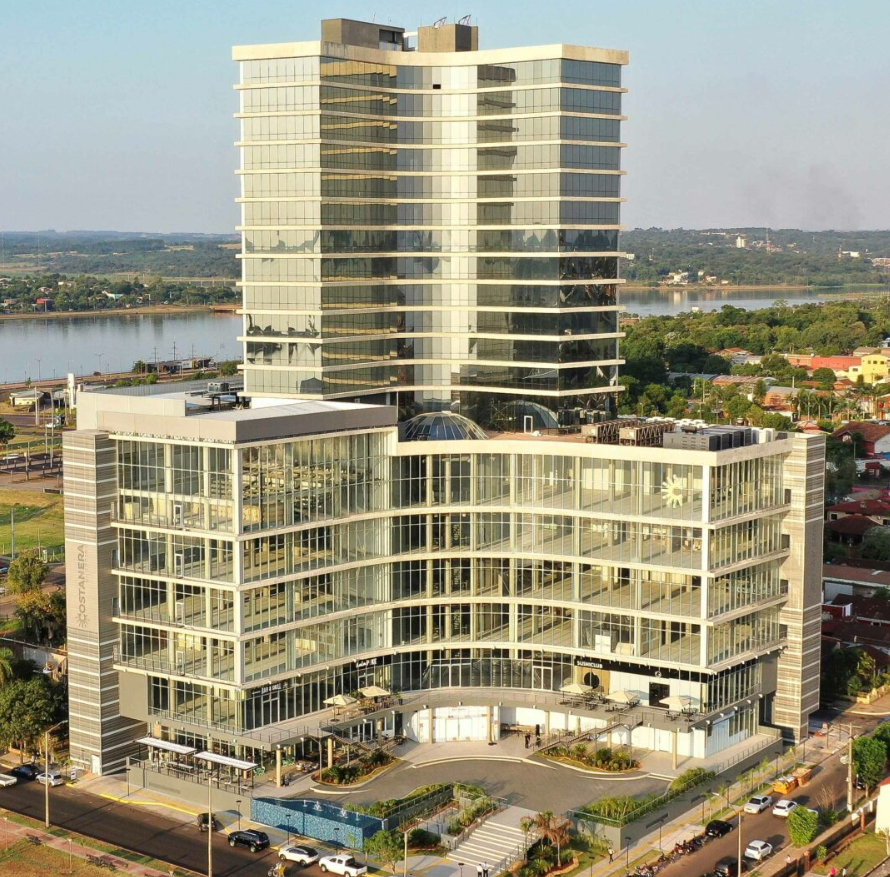
Shopping Costanera.

| Parámetros climáticos promedio de Encarnación | Parámetros climáticos promedio de Encarnación | Parámetros climáticos promedio de Encarnación | Parámetros climáticos promedio de Encarnación | Parámetros climáticos promedio de Encarnación | Parámetros climáticos promedio de Encarnación | Parámetros climáticos promedio de Encarnación | Parámetros climáticos promedio de Encarnación | Parámetros climáticos promedio de Encarnación | Parámetros climáticos promedio de Encarnación | Parámetros climáticos promedio de Encarnación | Parámetros climáticos promedio de Encarnación | Parámetros climáticos promedio de Encarnación | Parámetros climáticos promedio de Encarnación |
| Mes                                           | Ene.                                          | Feb.                                          | Mar.                                          | Abr.                                          | May.                                          | Jun.                                          | Jul.                                          | Ago.                                          | Sep.                                          | Oct.                                          | Nov.                                          | Dic.                                          | Anual                                         |
| --------------------------------------------- | --------------------------------------------- | --------------------------------------------- | --------------------------------------------- | --------------------------------------------- | --------------------------------------------- | --------------------------------------------- | --------------------------------------------- | --------------------------------------------- | --------------------------------------------- | --------------------------------------------- | --------------------------------------------- | --------------------------------------------- | --------------------------------------------- |
| Temp. máx. abs. (°C)                          | 40.5                                          | 39.4                                          | 39.3                                          | 35.4                                          | 34.0                                          | 31.6                                          | 32.4                                          | 34.8                                          | 37.6                                          | 38.5                                          | 40.4                                          | 42.0                                          | 42.0                                          |
| Temp. máx. media (°C)                         | 32.5                                          | 31.6                                          | 30.5                                          | 27.0                                          | 24.0                                          | 21.7                                          | 22.1                                          | 23.8                                          | 25.1                                          | 27.7                                          | 29.7                                          | 31.8                                          | 26.2                                          |
| Temp. media (°C)                              | 25.5                                          | 24.9                                          | 23.4                                          | 20.0                                          | 17.3                                          | 15.2                                          | 15.5                                          | 16.6                                          | 18.1                                          | 20.6                                          | 22.7                                          | 24.8                                          | 20.4                                          |
| Temp. mín. media (°C)                         | 20.6                                          | 20.2                                          | 18.6                                          | 15.2                                          | 12.0                                          | 10.2                                          | 10.1                                          | 11.1                                          | 12.7                                          | 15.4                                          | 17.1                                          | 19.3                                          | 15.2                                          |
| Temp. mín. abs. (°C)                          | 11.3                                          | 10.0                                          | 5.4                                           | 2.4                                           | -1.7                                          | -3.8                                          | -6.0                                          | -2.8                                          | -0.6                                          | 1.6                                           | 4.8                                           | 7.0                                           | -6.0                                          |
| Precipitación total (mm)                      | 152.2                                         | 160.6                                         | 142.4                                         | 162.2                                         | 144.2                                         | 135.8                                         | 102.7                                         | 116.9                                         | 149.5                                         | 181.7                                         | 161.5                                         | 150.0                                         | 1759.7                                        |
| Días de precipitaciones (≥ 0.1 mm)            | 9                                             | 8                                             | 7                                             | 8                                             | 7                                             | 8                                             | 8                                             | 8                                             | 9                                             | 9                                             | 9                                             | 9                                             | 98                                            |
| Horas de sol                                  | 254.2                                         | 220.4                                         | 220.1                                         | 171.0                                         | 179.8                                         | 159.0                                         | 189.1                                         | 182.9                                         | 153.0                                         | 201.5                                         | 252.0                                         | 269.7                                         | 2452.7                                        |
| Humedad relativa (%)                          | 69                                            | 74                                            | 75                                            | 77                                            | 79                                            | 78                                            | 76                                            | 74                                            | 72                                            | 70                                            | 69                                            | 67                                            | 73                                            |
| Fuente: NOAA                                  |                                               |                                               |                                               |                                               |                                               |                                               |                                               |                                               |                                               |                                               |                                               |                                               |                                               |

## Proyectos urbanos, sociales y culturales

### Clasificación del territorio encarnaceno
Conforme a la Ley Orgánica Municipal 3966/10, Encarnación delimita las áreas urbanas y las áreas rurales, teniendo en cuenta la distribución y densidad de población, los equipamientos y servicios disponibles y proyectados, la expansión urbana proyectada y los límites físicos naturales o artificiales.

#### Territorio Rural
De acuerdo con el Plan de Desarrollo Sustentable (PDS), comprende todas las áreas que deben ser preservadas de los procesos de urbanización y todos
los terrenos que por sus valores naturales, quedan sometidos a un régimen específico de protección.

#### Territorio Urbano
Se toma como referencia la ordenanza 88/2011, que delimita el tejido urbano de Encarnación y se establecen ajustes del límite según las directrices de desarrollo del PDS. Los terrenos urbanos son aquellos lotes que cuenten con los servicios mínimos de: acceso rodado, suministro de energía eléctrica, abastecimiento de agua, alcantarillado sanitario y con características adecuadas para servir a la edificación. Dentro de este marco se incluye los terrenos que ya están edificados o los que se podrán desarrollar según las directrices del PDS y las disposiciones vinculantes de este documento, siempre dentro de los límites y con las condiciones previstas en el Plan de Ordenamiento Urbano y Territorial (POUT) y en los instrumentos de actuación. El territorio urbano comprende todas las áreas consolidadas o en proceso de consolidación, áreas que necesitan recalificación, áreas en transformación, áreas de nuevo desarrollo y también todas las bolsas de suelo de carácter agrícola, reservas agrícolas urbanas, tangentes a infraestructuras de movilidad y cercanas a áreas urbanas a consolidar de muy baja densidad. Parte singular del Territorio Urbano son los Ámbitos Urbanos de Intervención Planificada (AUIP), correspondiente a las zonas del territorio, dentro de los límites urbanos, que todavía no tiene estructura urbana y que forman parte de los recursos necesarios para cumplir con las estrategias de desarrollo de la ciudad definidas en el PDS.

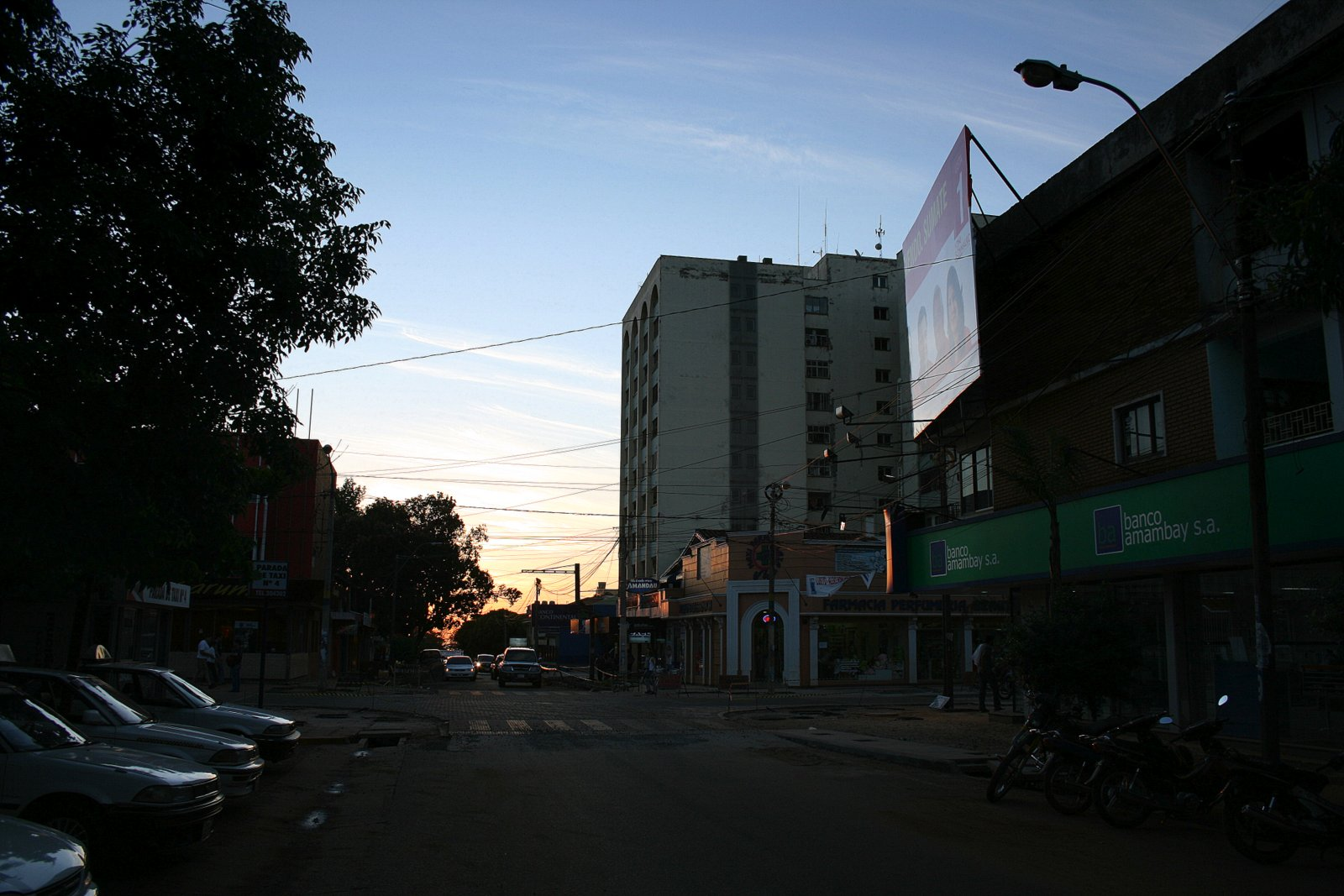
Una de las calles céntricas de la ciudad.

### Plan Encarnación Más de Reordenamiento Territorial
Es un programa piloto participativo con el fin de proteger los recursos hídricos, fomentar la educación ambiental y la reforestación. Este proyecto es impulsado por el Observatorio del Agua en el marco del Plan Encarnación Más, con el objetivo de promover el empoderamiento comunitario y la articulación intersectorial para el cuidado de espacios públicos y el ambiente en general. Para ello, se consolida un ámbito de participación comunitaria e institucional para optimizar el cuidado de los espacios públicos y el ambiente en general. Por citar uno de ellos, se destaca la plantación de entre 1000 y 2.000 árboles de especies nativas y la realización de otras actividades de educación ambiental en los barrios Santa María sector I, San Pedro, Quiteria y La Esperanza, todas realizadas en los meses de julio y octubre de 2015.
Para el desarrollo del programa se incluyó una serie de actividades relacionadas y complementarias, tales como capacitación de promotores ambientales, feria ambiental, jornada de mingas ambientales, huertas vecinales, talleres escolares, proyectos piloto de control de baldíos. Toda esta implementación sirvió como experiencia y aporte a la Municipalidad de Encarnación, en el marco estratégico de gestión ambiental con enfoque participativo. Del mismo modo, fortaleció el eje de extensión universitaria hacia un mayor compromiso ambiental.
También se imparten talleres de activación urbana, que son parte fundamental de las actividades participativas del Plan Encarnación Más. Estudiantes y jóvenes profesionales de diversas especialidades y centros académicos de Encarnación, Asunción y Posadas se juntaron en equipos multidisciplinares para reflexionar sobre la ciudad y proponer acciones para mejorarla. En estas actividades llevada de la mano con energía, interacción humana, experiencias y aprendizajes, se animó a los participantes a emplear medios innovadores en la producción y representación de las ideas, fomentando un diálogo intenso con la ciudadanía. El resultado es un mapeo colectivo que se puede interpretar como una conversación concreta y productiva en torno a los diferentes aspectos de cada barrio.

### Empoderamiento urbano
Los encuentros barriales se conciben para complementar a los encuentros temáticos, lo que permite acercar estos espacios de debate a los barrios periféricos y permitiendo a los redactores del Plan conocer de primera mano las necesidades y oportunidades de mejora de cada zona de la ciudad. El equipo local del Plan se desplaza a diferentes sectores para este cometido. El fin de estos encuentros en el proceso participativo general es principalmente consultiva, que consiste básicamente en conocer en persona los problemas, inquietudes o deseos de los habitantes de las diferentes zonas de la ciudad. Todo estas herramientas posibilita la difusión del plan, permitiendo llegar a más gente, y para promover el encuentro y el debate entre los propios residentes.

### Villa de las Artes
Villa de las Artes es un emprendimiento en marcha que consiste en la construcción de un teatro en la ciudad de Encarnación, el cual tiene como objetivo fomentar el desarrollo artístico de la ciudad. Siendo su principal eje el teatro, también contemplará un centro cultural, un centro de convenciones y un anfiteatro. Su espacio cultural contará con un diseño arquitectónico de estilo barroco que sobresale por sus siluetas dinámicas de ondas evocando a las olas del río. Se estima que la primera etapa del teatro podrá albergar a mil personas, e iniciará con un financiamiento de 1 millón de dólares con recursos municipales, sumado a 2 millones de dólares adicionales de la Entidad Binacional Yacyreta (EBY). El complejo arquitectónico poseerá un acceso principal desde el pórtico sobre la calle Mariscal López, y un segundo acceso desde la triangulación de la calle Iturbe con Mariscal López, lugar donde está la exposición del ferrocarril. La idea es que los visitantes puedan comenzar su recorrido visual desde este punto y acceder a las exposiciones varias dentro del programa cultural de Encarnación.
El proyecto fue evaluándose entre autoridades municipales e integrantes del Movimiento Pro Teatro desde 2017, con el fin de obtener un ícono cultural para la ciudad de Encarnación. El proyecto abarca un terreno de 5,6 hectáreas, ubicado entre la calle secundaria Itapúa y la Vía Mariscal López, lugar que pretende convertirse en nuevo polo turístico a continuación de la costanera. Luego iría avanzando con los posteriores programas, de modo que el anfiteatro al aire libre albergue a 6.000 espectadores; después el centro de convenciones para 1000 personas; y finalmente el centro cultural con espacios para exposiciones, museos, biblioteca, a más de un coliseo cerrado. La adopción del estilo barroco se basa en la intención de combinar los tres antecedentes preponderantes que dieron forma a la ciudad actual a través de los siglos: la historia, que abarca la cultura de los jesuitas y los vestigios que hoy representa un importante atractivo turístico; la imagen consolidada de ciudad ribereña y contemporánea; y la corriente artístico-cultural que recobra fuerza, se afianza y requiere de ese espacio.

### Tirolandia Acqua Park
En Capitán Miranda, conurbano encarnaceno, se emprenderá uno de los parques de atracciones, acuático y temático más importantes de la región. Tirolandia Acqua Park se ubicará a unos 20 km de la ciudad de Encarnación, e impulsará la economía itapuense a través del turismo. Con más de 30 atractivos para todas las franjas etarias, se constituirá como un ícono del turismo acuático a nivel nacional e internacional, y será ejecutado con una inversión de 30 millones de dólares. El proyecto contempla la construcción en un predio de 50 hectáreas, donde funcionaba el Gran Hotel Tirol del Paraguay, y el emprendimiento pretende crecer en sintonía con la naturaleza existente, preservando la vegetación y aprovechando al máximo las pendientes naturales del accidentado terreno. El parque acuático tiene previsto varios ambientes acuáticos, espacios verdes, estacionamientos, sectores atractivos como playas de gigantes olas, toboganes en espacios abiertos y cerrados de aguas y río lento para los menos audaces, chorros estimulantes, juegos y otros espacios de carácter lúdico. El proyecto se compone de un complejo hotelero denominado Tirol Eco Resort, con alrededor de 180 habitaciones en una torre de 13 pisos, en un ambiente funcional con diseños contemporáneos dentro de su amplia variedad de habitaciones y vistas a la naturaleza que rodeará a la estructura edilicia. También tendrá el Hotel Pets Friendly, un lugar exclusivo para las mascotas. El Parque de Dinosaurios, denominado DinoPark, permite un viaje a la prehistoria en medio de árboles del Tirol Eco Resort, un parque temático donde se podrá remontarse al pasado y convivir con los dinosaurios en su ambiente natural.

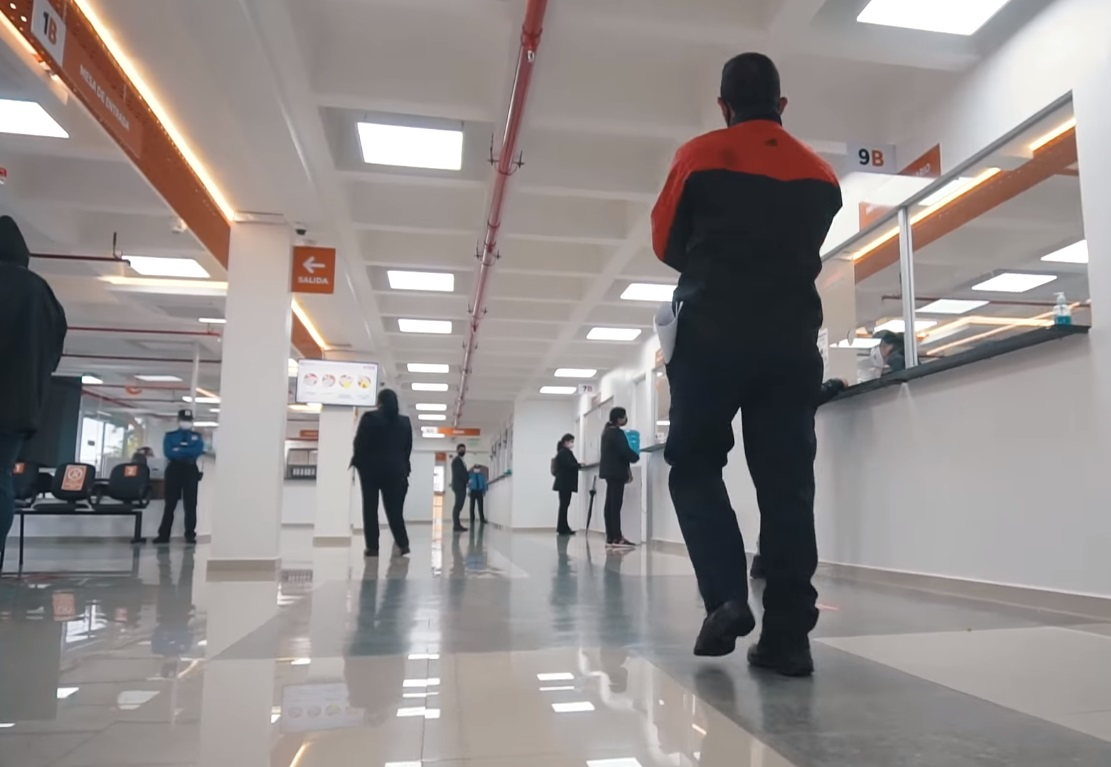
Interior de la municipalidad.

## Gobierno
El gobierno municipal es ejercido por la Junta Municipal y la Intendencia Municipal, de acuerdo a lo establecido en el artículo 20 de la Ley Orgánica Municipal (LOM). Quienes conforman la intendencia son el Intendente y las dependencias administrativas del municipio. El Intendente es el administrador general del distrito, quien es electo en forma directa por los ciudadanos para operar por un periodo de 5 años, mientras que los concejales integrados en la junta municipal duran 5 años en sus funciones, con posibilidad de ser reelectos, y cuya función se limita al de un órgano deliberante y legislativo del gobierno municipal. Según al artículo 24 de la mencionada ley, la cantidad de concejales que un municipio requiere varía de acuerdo al monto presupuestario que el Estado emite a la jurisdicción.
La ciudad se gobierna desde la municipalidad en instancias similares a nivel nacional: el Intendente equivaldría a un órgano ejecutivo, y la Junta Municipal a un órgano legislativo y normativo. La junta municipal se encarga de dictar leyes u ordenanzas, que son las normas jurídicas municipales cuya fuerza obligatoria se aplica dentro de los límites del distrito. Existen tres tipos de actos de gobierno que dan lugar a la dinámica del funcionamiento municipal: Ordenanza, Reglamento y Resolución municipales.
Las ordenanzas son reglamentos de carácter general para la comunidad, sancionadas por la Junta y promulgadas por la Intendencia, y sirven para establecer derechos, obligaciones y prohibiciones para los habitantes del distrito y para los habitantes del país que por alguna razón se encuentran en la jurisdicción. La iniciativa de los proyectos de ordenanzas se consensúa entre los miembros de la Junta, el Intendente y los ciudadanos por iniciativa popular; tienen fuerza de ley local, es decir, dentro del municipio, pero deben ajustarse a la ley dictada por el Congreso Nacional. Los reglamentos son normas internas de carácter general dictadas por la Junta o el Intendente, y sirven para organizar las reparticiones administrativas de la municipalidad. Las resoluciones son normas aplicadas a casos específicos o particulares, ya sea a un individuo o grupo determinado, y pueden ser dictados indistintamente por la Junta o el Intendente.

### Intendentes municipales
| Intendentes de la Ciudad de Encarnación (desde 1950) | Intendentes de la Ciudad de Encarnación (desde 1950) | Intendentes de la Ciudad de Encarnación (desde 1950) | Intendentes de la Ciudad de Encarnación (desde 1950) |
| Período                                              | Nombre                                               | Cargo                                                | Afiliación                                           |
| ---------------------------------------------------- | ---------------------------------------------------- | ---------------------------------------------------- | ---------------------------------------------------- |
| 1950-1958                                            | Rogelio Ocampos Godoy                                | Intendente Designado                                 | ANR                                                  |
|                                                      |                                                      |                                                      |                                                      |
| 1958-1973                                            | Domingo Robledo Valenzuela                           | Intendente Designado                                 | ANR                                                  |
|                                                      |                                                      |                                                      |                                                      |
| 1973-1986                                            | José Marcial Caballero                               | Intendente Designado                                 | ANR                                                  |
|                                                      |                                                      |                                                      |                                                      |
| 1986-1989                                            | María Teresa Matiauda Sánchez                        | Intendente Designado                                 | ANR                                                  |
|                                                      |                                                      |                                                      |                                                      |
| 1989-1991                                            | Roque Zarza Schuller                                 | Intendente Designado                                 | ANR                                                  |
|                                                      |                                                      |                                                      |                                                      |
| 1991-1996                                            | Lorenzo Luciano Zacarías                             | Intendente Electo                                    | ANR                                                  |
|                                                      |                                                      |                                                      |                                                      |
| 1996-2001                                            | Emilio Oriel Acosta                                  | Intendente Electo                                    | ANR                                                  |
|                                                      |                                                      |                                                      |                                                      |
| 2001-2005                                            | Rogelio Benítez Vargas                               | Intendente Electo                                    | ANR                                                  |
|                                                      |                                                      |                                                      |                                                      |
| 2005-2013                                            | Juan Alberto Schmalko                                | Intendente Electo                                    | ANR                                                  |
|                                                      |                                                      |                                                      |                                                      |
| 2013-2015                                            | Joel Maidana Vega                                    | Intendente Electo                                    | ANR                                                  |
|                                                      |                                                      |                                                      |                                                      |
| 2015-presente                                        | Luis Yd                                              | Intendente Electo                                    | PPQ                                                  |
|                                                      |                                                      |                                                      |                                                      |

## Demografía
La población de la ciudad abarca cerca del 24% de la población total del departamento de Itapúa, siendo la urbe más poblada del departamento de Itapúa y de la región sur, del país. Encarnación cuenta con una población metropolitana superior a los 170.000 habitantes, —conformada especialmente junto con Cambyretá, y parcialmente con San Juan del Paraná y Capitán Miranda—. Si se cuenta a la ciudad vecina de Posadas (Argentina) y su área metropolitana, en la zona se cuenta con una población superior a 500 000 habitantes.
La ciudad cuenta con una leve mayoría de mujeres, esto se da al ser un importante centro importante urbano, con mayor oportunidad para las mujeres, que provienen especialmente del interior del departamento y zonas aledañas.
Los idiomas oficiales son castellano y guaraní, pero predomina el castellano debido a la cantidad de inmigrantes de diversas colectividades que residen o tienen sus descendencias en la ciudad, además que muchos de los habitantes se dedican al comercio fronterizo con la Argentina. Otros idiomas minoritarios son el ucraniano, el japonés, el árabe, etc. 

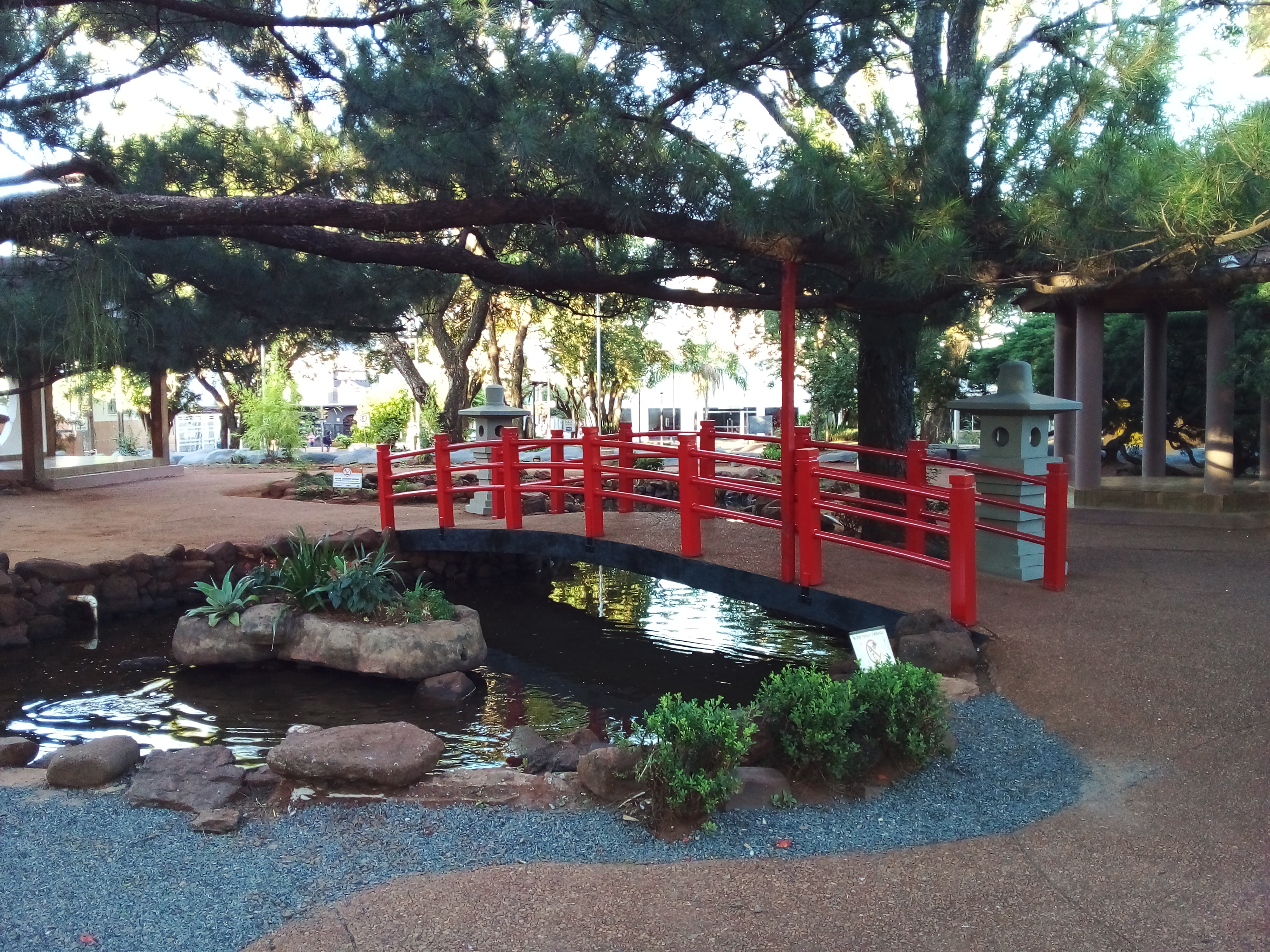
Jardín Japonés (Plaza de Armas de Encarnación).

### Colectividades
La etnografía más cosmopolita del país se halla en Encarnación, con una gran diversidad racial y cultural, entre las que se encuentran la alemana, rusa, ucraniana, francesa, italiana, japonesa, polaca y en los últimos tiempos se puede ver una gran cantidad de sirios y libaneses.
Su población ha sufrido sucesivos cambios desde su fundación, pero con un significativo crecimiento a comienzos del siglo XX con la llegada de inmigrantes europeos, especialmente los ucranianos. A mediados del mismo siglo su población ha crecido gradualmente, aunque no tanto como otras urbes como Ciudad del Este, San Lorenzo y otras ciudades aledañas a Asunción.
Durante los trabajos de reubicación de la Represa de Yacyretá, su población mostró una leve disminución gráfica, pero que solo es el resultado de la mudanza de la población desde zonas afectadas a áreas seguras (barrios circundantes o a distritos vecinos como Cambyretá o San Juan del Paraná). Se cree que en los próximos años, Encarnación tendrá un "boom" poblacional, debido a la nueva infraestructura moderna de la ciudad, mayor demanda laboral, etc.
| Evolución demográfica de Encarnación entre 1950 y 2022 |
|                                                        |

### Barrios
Encarnación se divide en un total de 50 barrios, de los cuales 33 se encuentran en la zona urbana y 17 en la zona rural.
| 1  | Chaipé                | 26 | Obrero                |
| 2  | San Pedro             | 27 | Ciudad Nueva          |
| 3  | Curupayty             | 28 | San Roque González    |
| 4  | San Antonio           | 29 | Buena Vista           |
| 5  | Ka'aguy Rory          | 30 | Pacu Kua              |
| 6  | Quiteria              | 31 | Sagrada Familia       |
| 7  | Nueva Esperanza       | 32 | Fátima                |
| 8  | María Auxiliadora     | 33 | San Isidro            |
| 9  | Kennedy               | 34 | Santa María Santillán |
| 10 | Mbói Ka'e             | 35 | Itá Angu'a            |
| 11 | Santa Rosa            | 36 | Nueva Ucrania         |
| 12 | San Blas              | 37 | 4 Potrero             |
| 13 | Padre Bolik           | 38 | Cerrito               |
| 14 | Bernardino Caballero  | 39 | Santa Elena           |
| 15 | La Paz                | 40 | San José Obrero       |
| 16 | Villa Cándida         | 41 | Urú Sapucái           |
| 17 | Boquerón              | 42 | San Isidro Sapucái    |
| 18 | Centro                | 43 | San Luis              |
| 19 | Carlos Antonio López  | 44 | Santo Domingo         |
| 20 | Inmaculada Concepción | 45 | Itá Paso              |
| 21 | Zona Alta             | 46 | El Paraíso            |
| 22 | Juan León Mallorquín  | 47 | Santa Cruz            |
| 23 | Catedral              | 48 | Los Arrabales         |
| 24 | La Victoria           | 49 | 8 de diciembre        |
| 25 | Poti'y                | 50 | San Rafael            |

## Estructura urbana
La ciudad tiene un trazado simétrico en la zona céntrica, similar a un tablero de ajedrez. Esta estructura está bordeada por la playa San José y por el río Paraná que forma una bahía o lago por la que circunda el Puente Mbói Ka'e. Fuera de la zona céntrica la estructura vial presenta peculiaridades más asimétricas. Encarnación cuenta con sitios de recreación, espacios verdes, museos, playas, costaneras, así como mercados y ferias permanentes.

### Plazas y parques

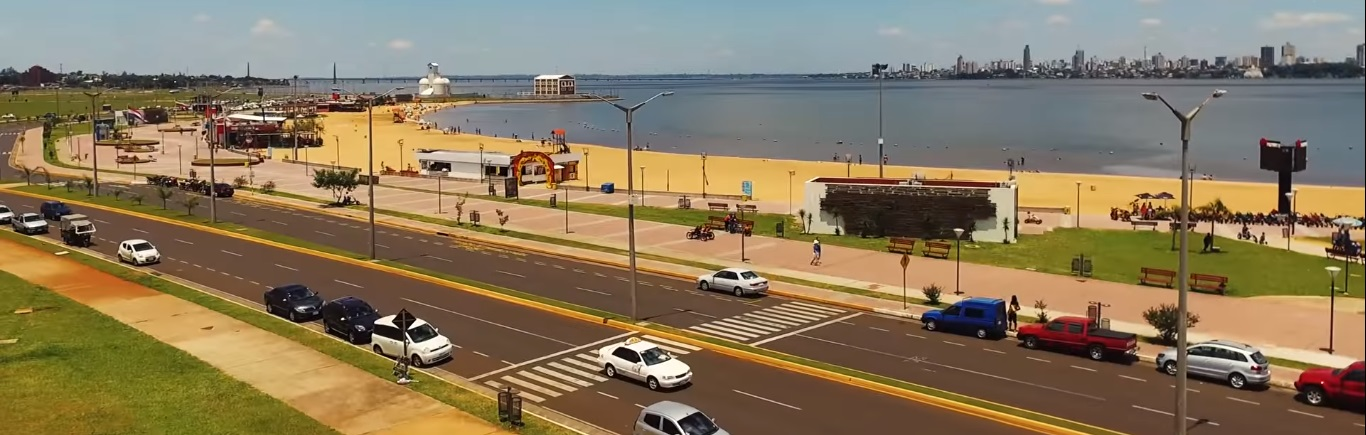
Vista de la costanera junto a la playa.

- Plaza de Armas: Surgió en los tiempos florecientes de la ciudad, y resultó ser el corazón de la misión guaraní fundada por el sacerdote Roque González de Santa Cruz. Con el paso del tiempo, fue transformándose en lo que hoy es la principal plaza de la ciudad, espacio de recreación y punto de encuentro emblemático para todos los encarnacenos. Tras ser refaccionado, se inauguró oficialmente el 25 de marzo de 1975. En la actualidad cuenta con varios senderos, monumentos, sector de juegos infantiles, estanques y una gran explanada central, sede frecuente de eventos culturales y manifestaciones ciudadanas. Su abundancia de flores, árboles y todo tipo de vegetación autóctona la convierten en un espacio de descanso y recreación muy apreciado por gente de todas las edades. Uno de los árboles más destacados es un antiguo Curupay, el cual se estima tiene 220 años de edad y fue declarado monumento natural de la ciudad. Luego se encuentran lapachos, higueras, palmeras y otras especies adornan los senderos y proporcionan una agradable sombra para disfrutar en cualquier momento del día.

- Parque de la Salud: Ocupa un predio de 7 hectáreas en el Barrio Ciudad Nueva de Encarnación, es utilizado como lugar ideal para la práctica de actividades saludables al aire libre. A lo largo del Parque hay provisión de agua potable para que las personas puedan disponer del líquido vital, además de baños y duchas. Con este parque se pretende brindar el espacio seguro tan anhelado por la ciudadanía para desarrollar una vida más saludable en contacto con la naturaleza. La Dirección de Salud de la Municipalidad es la encargada de la organización de los servicios en el parque. La atención clínica se realiza de lunes a viernes desde las 7:00 hs a 17:00 hs. Por su parte, la apertura del parque es desde las 05:00 hs a 21:00 hs. El área verde para las caminatas y ejercicios son de lunes a domingo.

- Plazoleta de la Ciudad: La plazoleta o parque de la ciudad es un espacio con vista al río Paraná, ubicado sobre la Avenida Gaspar Rodríguez de Francia. Posee senderos arbolados, ideal para hacer caminatas y disfrutar del entorno. Cuenta además con una pista de skate, convirtiéndose así en un punto de encuentro para los practicantes de este deporte.

- Parque Temático Quiteria: Es una de las principales sedes de la Expo Itapúa, debido a su amplio espacio apto para dicha actividad. También es escenario frecuente de eventos culturales, artísticos y festivos, entre ellos la exposición anual de la industria, el comercio y los servicios del departamento, y también del Rally Trans Itapúa. Se ubica sobre la Ruta PY-01, en el acceso a la ciudad de Encarnación. Posee las comodidades necesarias, con una infraestructura remozada que incluye una red de distribución de agua corriente, pozo artesiano y un tanque elevado que alimenta una red contra incendios. Para rehabilitar ciertos sectores económicos, se realizó la recomposición casi total del tramo vial interno y la construcción de locales y servicios. Para el sector de artesanos y exposición de vehículos y maquinarias, se procedió a la construcción de un acceso principal, de 4 estands, una explanada para montaje de stands desmontables. Para las exhibiciones ganaderas, se construyó un nuevo y moderno ruedo central, un brete y cepo, un local para exposición de animales para remate y tinglados para el albergue de animales mayores y menores. En el mismo predio se ubica el Parque de la Esperanza, sitio donde el Papa Juan Pablo II realizó la Celebración de la Palabra en su visita a Encarnación, el 18 de mayo de 1988. Aún existe el edificio que se utilizó como pequeña sacristía por el Papa. Fue declarado de Interés Histórico-Cultural-Municipal bajo Resolución N.º 1671/2012, que servirá de museo para exponer los objetos y recuerdos que estarán a disposición de la población y turistas que los visiten.

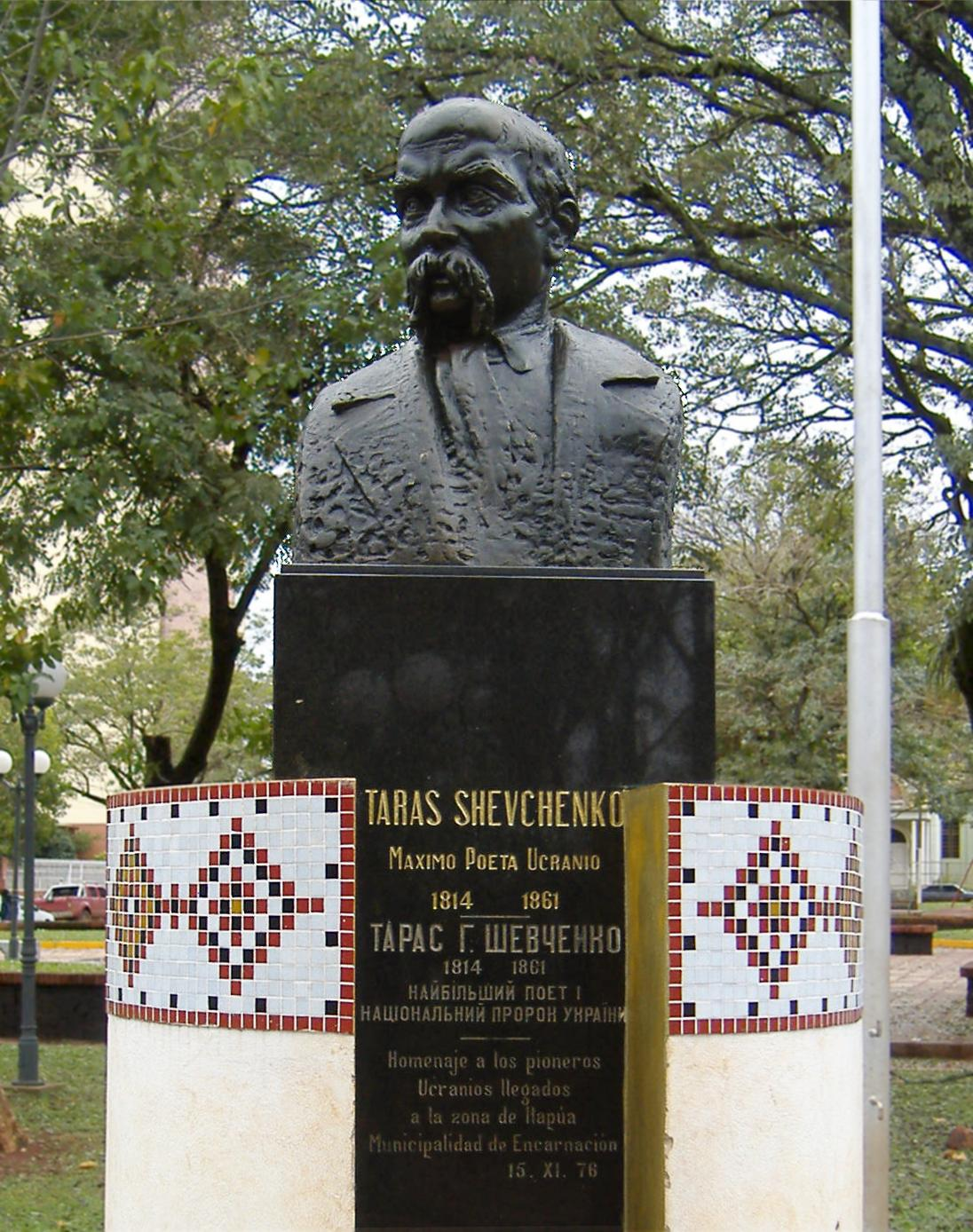
Busto al poeta nacional ucraniano Tarás Shevchenko. Por debajo de los datos biográficos (en español y ucraniano), la placa dice: «Homenaje a los pioneros ucranianos que llegaron a la zona de Itapúa».

### Monumentos, esculturas y sectores
La Plaza de Armas se caracteriza por sus diversos monumentos, cada uno de ellos conmemorando sucesos importantes u honrando a colectivos o personajes célebres de la comunidad encarnacena.
- Monumento a las Madres
- Monumento a la Colectividad Alemana
- Monumento a la Colectividad Italiana
- Monumento al poeta ucraniano Taras Shevchenko
- Memorial a las víctimas del Holodomor (genocidio ucraniano)
- Monumento a la Colectividad Japonesa
- Monumento a la Bandera

### Centro Cívico de Encarnación

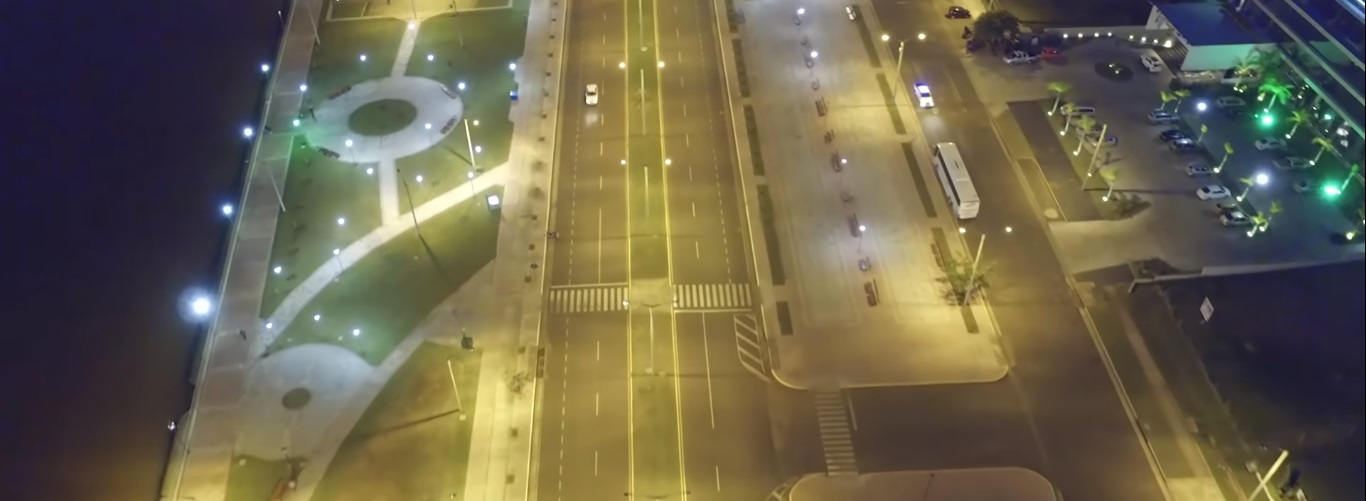
Vista nocturna de la Avenida Costanera.

El Centro Cívico de Encarnación, con su propio Sambódromo, es el tercer emprendimiento más grande de su tipo a nivel regional, superado solo por los sambódromos de Río de Janeiro y San Paulo. Tiene 440 metros de longitud y 12,50 metros de ancho.
El sambódromo es solo una parte del Centro Cívico, el cual depende de la Municipalidad y alberga dependencias administrativas de la comuna. En uno de sus sectores se ubican las graderías y también cuenta con un palco para autoridades, dos camarotes vip y cuatro camarotes VIP Altos para 250 personas cada uno. Su principal función es acoger eventos, actividades deportivas, culturales, artísticas y musicales durante todo el año. Posee una capacidad total para 11 000 personas. Fue obra de la Entidad Binacional Yacyreta y su inversión se estima en unos 21.000 millones de guaraníes.

### Escalinata de San Pedro
La escalinata del barrio San Pedro es uno de los monumentos más atípicos e interesantes, un patrón artístico que no se ha visto en otras ciudades del país. La técnica empleada para su puesta en valor fue el "mosaiquismo sobre malla". Para los festejos de los 400 años de la fundación de Encarnación, el artista plástico Rubén Sykora realizó esta obra investigando la historia de la gente que vive en el antiguo barrio de la ciudad. Para la proyección artística, Sykora se basó en la vida de Pedro el Apóstol —en consonancia con nombre del barrio— teniendo en cuenta que además es un espacio de reubicación de paseras, oleros y pescadores.
En la escalinata se conectan dos vertientes: el sentido religioso de la Iglesia católica apostólica romana y el sentido social, pues mirando la obra desde la Avenida Costanera, se plasman en la pared lateral derecha las figuras de mujeres paseras, figuras que juegan un dinamismo de modo tal que con canastas llevan y traen productos al otro lado del río. Junto a estas figuras acompañan mariposas violetas, que representan la transmutación constante de la ciudad y de sus habitantes.
El proceso de creación artística de la escalinata fue previo a la presentación del proyecto y duró tres meses. El proyecto urbano se fue basado en Pedro Apóstol o San Pedro, primer obispo de Roma, y primer Papa de la Iglesia Latina (cuya imagen se representa llevando unas llaves) y el barrio San Pedro, espacio de reubicación de paseras y pescadores. En el centro y al fondo del monumento, se ubica una gran escultura denominada "la aureola de San Pedro" donde se utilizó una corriente europea. El arte conceptual busca connotar el espíritu de Pedro Apóstol y sus lágrimas de las que se cuelgan 7000 caireles. Estos caireles fueron instalados de modo que la briza les permita girar, mostrándose brillante con la luz del sol y por la noche con la iluminación artificial de reflectores.
La superficie en forma plana tiene 1357 m², mientras que con la suma de escalones, canteros y murales la superficie oscila los 4071 m². El costo de la obra fue de 400 millones de guaraníes y fue solventada por la municipalidad de Encarnación, durante la intendencia del abogado Joel Maidana. La escalinata está diseñado como un lugar de esparcimiento. Ofrece bancos y también actividades lúdicas: tatetí, tablero de ajedrez y dama, juegos como el tejo y twister. También está planificado para realizar actividades al aire libre, exposiciones artísticas, pequeños conciertos, desfiles, etc.

#### Aspectos artísticos
En el centro hay tres canteros. El primero de la izquierda posee un sol gigante que simboliza la luz de Jesucristo y al mismo tiempo el calor de una ciudad turística y veraniega. En el segundo cantero se muestra un triángulo que simboliza la Trinidad: Padre, Hijo y Espíritu Santo, y dentro mismo, las llaves del reino de los cielos, una de ellas en color plata y la otra en color oro. En el tercer cantero está una media luna, simbolismo que en general representa el poder femenino, la diosa madre, la reina del cielo y la protección de la Virgen María. También, se perciben las siete estrellas principales conocidas por las Siete Cabritas dentro de la constelación Pléyades, el cual simboliza a la Virgen María, por ser la madre de Jesús, madre de la iglesia naciente, por estar al lado de Pedro y los apóstoles en los inicios de las comunidades cristianas. Existen otros seis canteros recubiertos en su parte frontal con imágenes de distintos tipos de peces de diferentes especies, como el dorado, pacú, bagre y otros.

En los escalones está representado el oleaje del río Paraná en diferentes colores. En la parte frontal del primer cantero está ubicado un espejo, especialmente preparado como postal, para que los visitantes puedan tomar una fotografía de la escalinata en todo su esplendor. Luego le siguen cuatro lugares techados mediante toldos de policarbonato color azul en forma de olas, representando las aguas del río Paraná y al mismo tiempo las alas de San Pedro. En la pared del lado izquierdo se pueden observar un homenaje a los pescadores del río Paraná, y al unísono la historia de Pedro como pescador. Manteniendo la misma línea artística conceptual, en la segunda parte se divisan cuatro pilares sosteniendo el muelle, que simbolizan el recuerdo del muelle de Encarnación, arrasado por el tornado de 1926. En la tercera parte se detallan dos llaves de metal gigantes cruzadas con el símbolo de la cruz, los cuales simbolizan las llaves de San Pedro. Esta última inspiración artística sugiere a los visitantes colocar llaves en donde los enamorados, los amigos, grupos de estudiantes unan su amistad, amor, unidos en la tierra como en el cielo. Finalmente, al frente de esta pared del lado izquierdo hay una rampa preparada para el acceso con bicicletas o sillas de rueda. La rampa con la técnica de esgrafiado tiene 2015 peces que simbolizan el aniversario de los 400 años de Encarnación. En la vereda inferior se encuentra escrito el nombre de la ciudad, dando la bienvenida a la Escalinata de San Pedro.

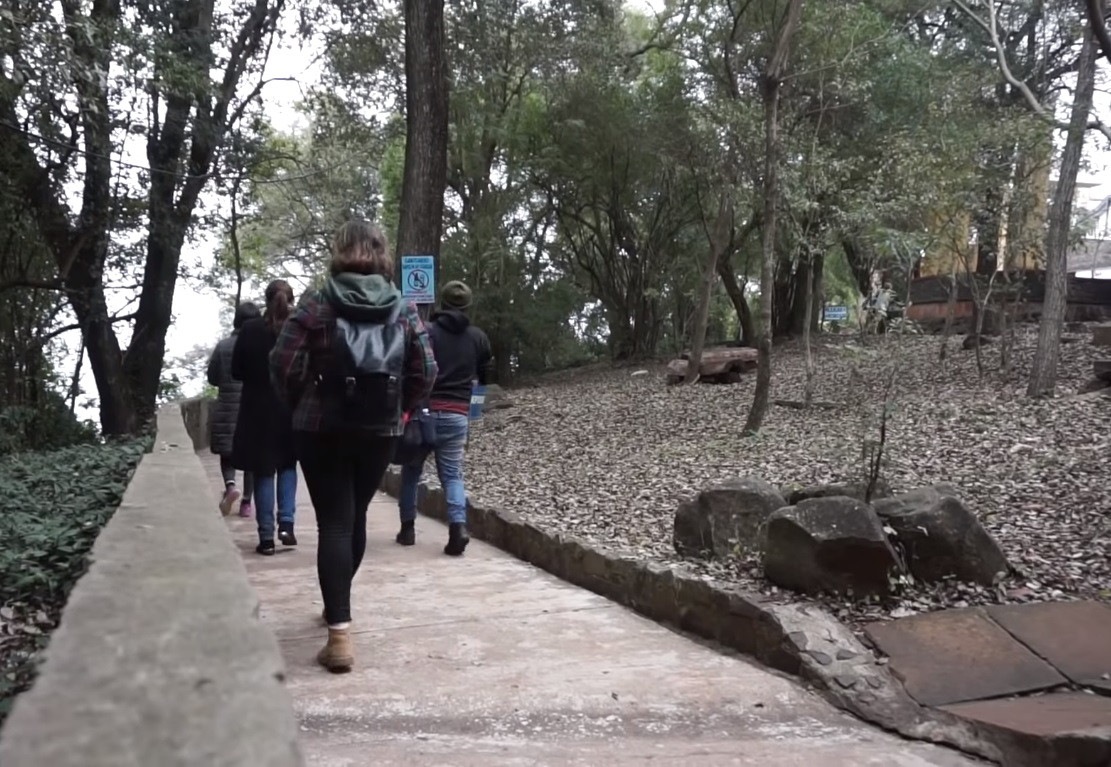
Sendero del santuario de Itacuá.

### Santuario de Itacuá
La Virgen de Itacuá es una de las figuras marianas más importantes de la región sur del Paraguay. Su santuario se ubica en "Punta Itacuá", un área de 3 hectáreas al sudeste del casco histórico de la ciudad de Encarnación. Se accede por un asfalto de 9 kilómetros de longitud, denominado Tupasy Rape (Ruta de la Virgen). Su festividad es el 8 de diciembre. El santuario posee un frondoso bosque con sombra y aire fresco durante todo el año, numerosos senderos y una hermosa vista al río Paraná. Está presidido por una importante iglesia cuya estructura remite a la forma de un barco, en honor a los antiguos navegantes de la zona. Además, cuenta con un mirador de aproximadamente 20 metros de altura, que permite apreciar la naturaleza circundante.
De acuerdo a la historia, los navegantes se encomendaban a la Virgen cada vez que transitaban por aquel lugar, lleno de piedras y salientes. La leyenda cuenta que la Virgen se les aparecía, protegiéndolos para no colisionar contra las rocas en sus viajes. Por esta razón, surgió la decisión de brindarle un homenaje a través de la creación del santuario. Fue así, que a principios del siglo XX, mediante gestiones de misioneros del Verbo Divino, se instaló en la gruta la pequeña imagen de la Virgen, traída desde Europa. Con esta adquisición, el santuario adquirió la cualidad de punto de peregrinación y encuentro de miles de creyentes. Decenas de personas llegan diariamente para orar, cumplir promesas o para disfrutar los atractivos turísticos naturales. Este movimiento de peregrinación demuestra especial fuerza cada 8 de diciembre, cuando los devotos acuden desde todos los puntos del departamento, buscando concesiones de la Virgen o para agradecer un favor recibido. Unas 17.000 personas recorren cada año el llamado "Camino del Peregrino" entre los árboles del santuario para llegar a la gruta.

### Edificios históricos

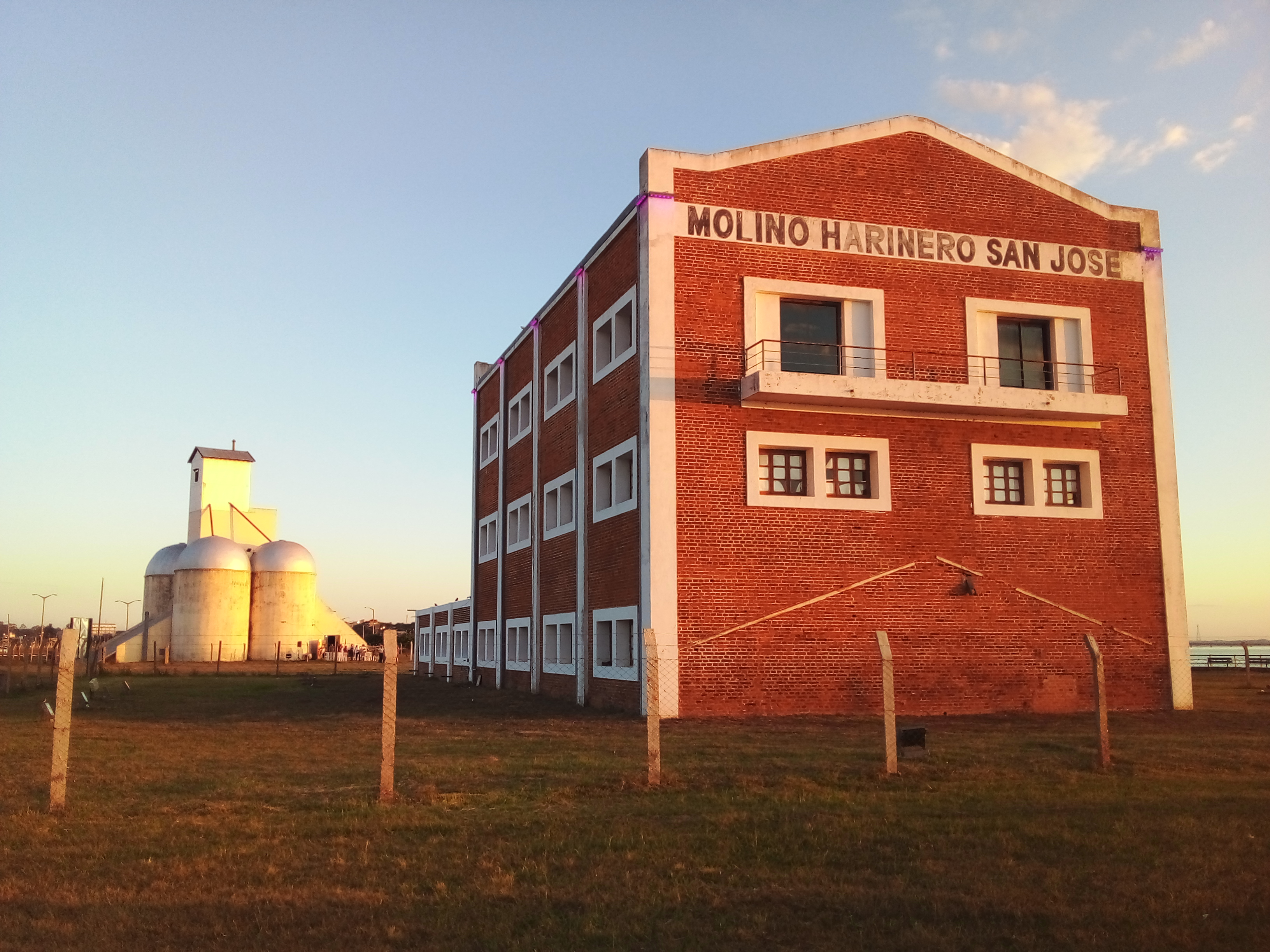
Molino y Silo San José (Encarnación).

#### Molino San José
El molino harinero San José conformaba junto al silo homónimo uno de los centros de producción, industrialización y exportación de granos más importantes de la zona. Las dos estructuras datan del año 1940, que en su tiempo, resultaban ser dos elementos claves en la economía local y nacional durante buena parte del siglo XX.
Gracias al firme reclamo ciudadano, estos edificios históricos fueron mantenidos y recuperados como testimonio de toda una época. En la actualidad el molino se encuentra protegido por resolución municipal, en calidad de "Patrimonio Histórico" de la ciudad. Puede apreciarse sobre la Costanera "República del Paraguay".

#### Silo San José
El silo San José es un ícono histórico de la antigua Encarnación. Junto con el molino y la chimenea, formaban parte del sistema de producción de La Fabril Paraguaya S.A. Por medio de la vía ferroviaria, se realizaba el transporte de granos ya industrializados a otros puntos del país. Su implicancia en la economía local y nacional fue importante durante buena parte del siglo XX.
El silo, junto con la edificación del molino, quedaron en un foso rodeadas de tierra mientras la Entidad Binacional Yacyretá hacía los trabajos de relleno de la antigua Zona Baja. Luego han sido reparadas y preservadas como patrimonios históricos de la ciudad de Encarnación por resolución municipal, y acompañan el paisaje de la playa San José, nombrada en su honor.

#### Chimenea de la Ex Fabril
La chimenea fue la otrora mayor planta industrial que tuvo Encarnación. La Fabril S.A. conformaba un predio de más de 5 hectáreas, el cual fue construido allá en 1930 por el italiano Don Fortunato de Tone. La Fabril Paraguaya S.A. comenzó a operar como desmontadora de algodón, pero luego amplió su rubro mediante la producción e industrialización de aceite de algodón, tung, maní, trigo y soja. La planta contaba con las maquinarias más modernas de la época. Gracias a la vía de ferrocarril, se realizaba la exportación de su producción y fue un importante soporte en épocas de crisis. En el predio llegaron a trabajar 500 operarios. El estilo clásico de la edificación remarcó la arquitectura de la zona por su imponente apariencia.
En 1955, La Fabril S.A. fue adquirida por C.O.E.S.A. (Compañía Oleaginosa Encarnación Sociedad Anónima). Los nuevos propietarios continuaron con los mismos rubros de producción hasta 1969, año en que fue vendida a C.A.P.S.A., la cual a su vez continuó con las producciones pero esta vez ampliando el rubro a la fabricación de jabón. También se complementó una deslindadora de algodón. La desmontadora de algodón continuó operando hasta 1986, año en que la empresa, junto con sus terrenos, fueron transferidos a la Entidad Binacional Yacyreta. La edificación original fue demolida casi en su totalidad, preservándose únicamente su chimenea principal.

La chimenea se encuentra en el acceso al Centro Cívico o Sambódromo. Con el fin de preservar la edificación, se realizaron trabajos de restauración, sellado de fisuras y cambio de ladrillos y anillos para mantener firme la estructura. Este hito arquitectónico, junto con el silo y el molino San José, fueron los únicos que quedaron en pie tras la elevación a cota final de la represa de la Entidad Binacional Yacyreta. Su puesta en valor busca rememorar y dar testimonio de la historia de Encarnación a las nuevas generaciones.

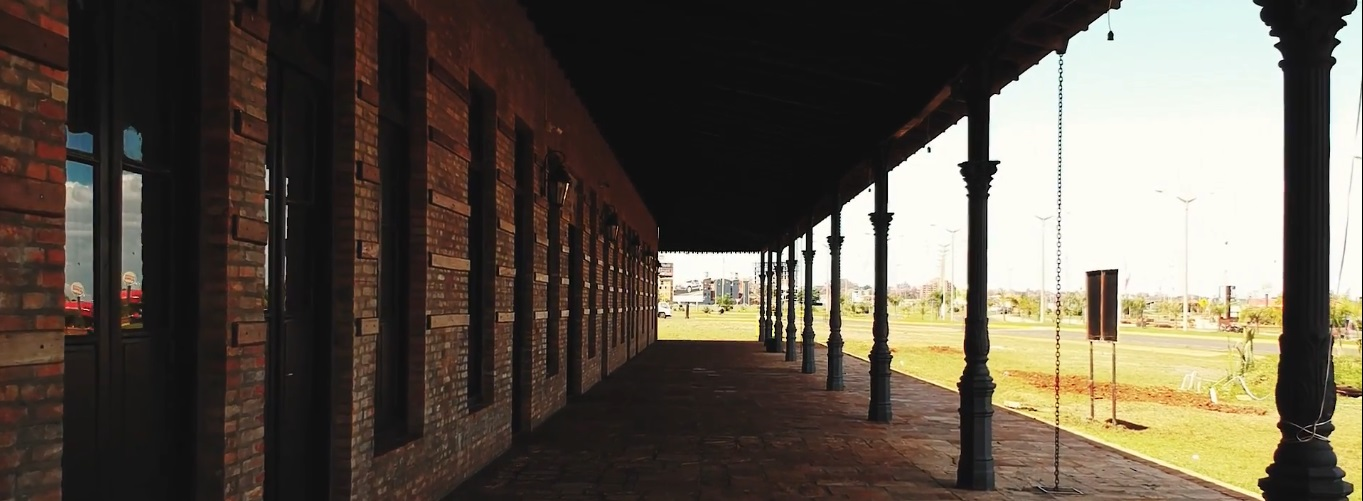
Museo de la Estación de Ferrocarril, en la Costanera.

#### Réplica de la Estación de Ferrocarril
Encarnación tuvo una vieja estación de ferrocarril que fue construida a principios del siglo XX y marcó un hito en el desarrollo económico y social de la región. Era el extremo de la línea ferroviaria que partía desde la ciudad de Asunción, el cual pasaba por varios poblados del interior del país. También sirvió como una conexión importante con Argentina.
Debido a los trabajos de la Entidad Binacional Yacyreta, y pese a ser ya un patrimonio cultural, la estructura fue demolida y recientemente reconstruida, utilizando materiales nuevos y otros antiguos rescatados en el proceso de demolición. Entre los materiales rescatados están las columnas de hierro, aberturas, tejuelas, ladrillos, chapas y vigas. Si bien el interior ha sido modernizado y readaptado para nuevos usos, el exterior se mantiene idéntico a lo que fue el edificio original. El objetivo fue rescatar no solo la parte original del edificio en su interior, sino también en el exterior, de tal forma a recuperar la imagen histórica destruida del lugar.
La restitución está ubicada entre las avenidas Gaspar Rodríguez de Francia y la Costanera República del Paraguay, a pocos metros de la playa San José. La réplica es administrada por la municipalidad de Encarnación y forma parte del circuito turístico. En sus instalaciones se realizan con frecuencia todo tipo de eventos sociales, culturales, artísticos e históricos. Cuenta además con un museo, llamado "Memoria Viva".

## Economía
Es un importante puerto fluvial y por estar en la frontera con Argentina muchos de sus habitantes se dedican al rubro comercial, teniendo sus negocios en diferentes polos mercantiles de la conurbación, dentro de las cuales se destacan: el centro de la Ciudad, conocida anteriormente como la Zona Alta y también la zona del Circuito Comercial, a cercanías de la aduana de Encarnación y del puente Internacional, que reemplaza a la antigua Zona Baja, ya inundada por las obras de terminación de Yacyretá.
En verano, la principal actividad económica de la ciudad en estos últimos años es el turismo -hostelería, locales de comida y ocio, entre otros-, debido a los tradicionales carnavales encarnacenos, a las avenidas costaneras y respectivas playas. Además la ciudad tiene varias industrias destacando la presencia de aserraderos, curtidurías, peleterías, fábrica de colchones y desmotadoras de algodón. Así como concentración, industrialización y comercialización de maíz, yerba mate, arroz, cítricos y tabaco. Últimamente ha entrado en auge la explotación cristalización y exportación de estevia, un edulcorante natural.

### Actividad agropecuaria
El 86,34% del distrito de Encarnación es rural, con una superficie de 23.644 hectáreas; las cuales 8.630 pertenecen al sector agrícola, 6.071 a bosques y árboles, 8.559 a praderas y pastizales, y 384 hectáreas sin clasificar. Del mismo modo, el uso del suelo de las fincas se distribuye de la siguiente manera: el 54,85% pertenece a cultivos permanentes, temporales y hortalizas; el 28,91% a pastura natural o cultivada; el 8,28% a montes naturales y forestales cultivados; el 2,32% a áreas de barbecho y descanso; mientras que el 5,64% se destina a otros usos.

Los cultivos más comunes son la soja (2.347 has) y el trigo (705 has). La mayoría de las fincas cuenta con huerta familiar, y solo 3 se dedican a la producción comercial. A pesar de que el distrito tiene una gran extensión rural, el sector primario tiene un mínimo aporte a la economía local, con el 0,2% de contribución al PIB encarnaceno. De acuerdo a Ecosistema Urbano (2015), se debe a que los tenedores de tierra ven poco rentable invertir en la producción agrícola local, debido a que en los distritos vecinos hay mayor desarrollo agrícola y pecuario (Cambyretá, Fram y Capitán Miranda). Entre los problemas de la Encarnación rural destacan estos: degradación y sobreexplotación del suelo, cauces hídricos sin protección, degradación de los remanentes de vegetación, manejo inadecuado de productos fitosanitarios, disposición final de los efluentes por actividades granjeras, abastecimiento de agua potable, proliferación de pozos ciegos, disponibilidad nula de alcantarillado sanitario, diseño inadecuado de caminos.

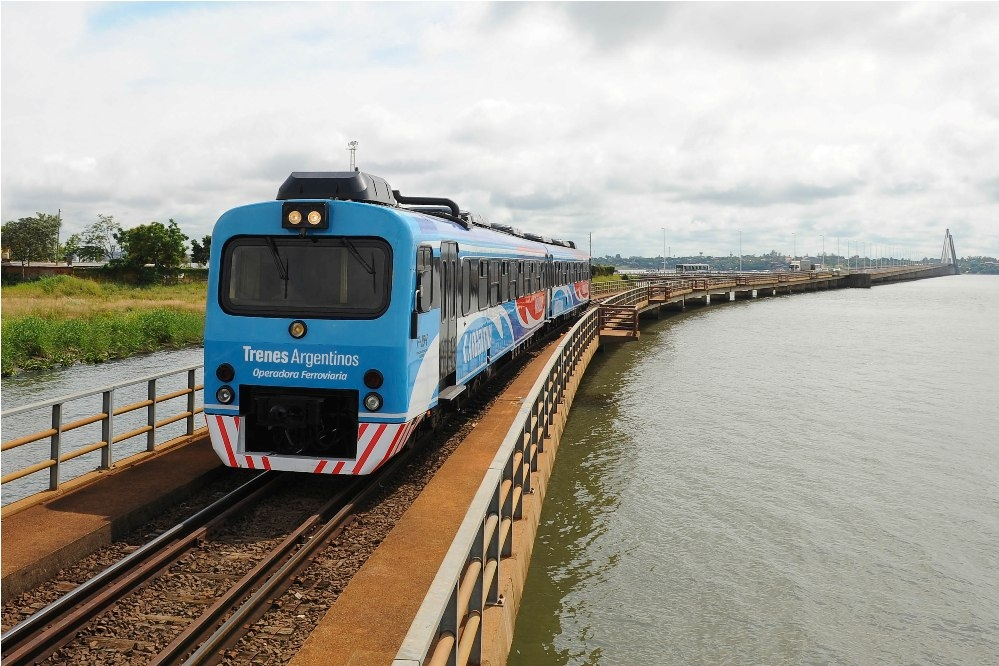
El tren Encarnación-Posadas cruzando el puente internacional San Roque.

### Infraestructura

#### Transporte
Cuenta con una Terminal de Ómnibus con salidas diarias a Asunción, Ciudad del Este, Buenos Aires (Argentina), y a las principales ciudades de la región. También posee una red de colectivos internos llamados «urbanos» o «líneas», de corta y media distancia que lo conectan a todas las localidades de la ciudad y del departamento.
Cuenta también con el Aeropuerto Tte. Amín Ayub, que es el tercer aeropuerto más importante del país, ubicado en el distrito de Capitán Miranda, a 12 kilómetros del centro de Encarnación. Cuenta con vuelos regulares todos los días a la capital del país, Asunción.
Además cuenta con una red de ferrocarril que la comunica con Posadas cruzando el puente internacional, que es mixto -ferroviario y carretero-. Cuenta con viajes por tren cada hora a la vecina ciudad argentina de Posadas, facilitando el intenso tráfico vecinal fronterizo.

#### Vías de acceso
Encarnación cuenta con varias vías de acceso de suma importancia, a nivel departamental, nacional e internacional.
- Ruta PY01 «Mariscal Francisco Solano López», que une Encarnación con Asunción (382 km).
- Ruta PY06 «Doctor Juan León Mallorquin, que une Encarnación con Ciudad del Este (280 km).
- Puente Internacional San Roque González de Santa Cruz: que une Encarnación con Posadas, Argentina (5 km).
- Ruta vecinal 14, que une el centro de Encarnación con el distrito de Cambyretá y Nueva Alborada (30 km).

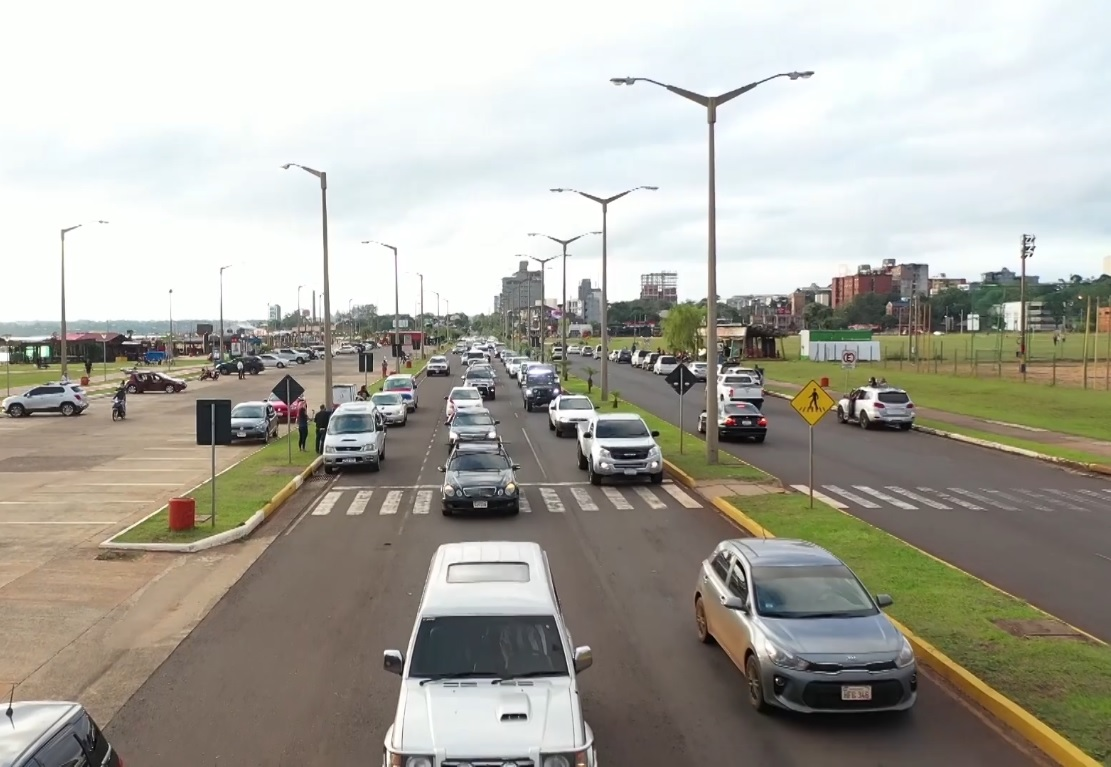
Tránsito sobre la Avenida Costanera.

#### Seguridad
Encarnación, como condición de municipio fronterizo, se expone a una situación de particular sensibilidad con respecto a tópicos que afectan a la seguridad, como el tráfico de armas, el contrabando, la inmigración ilegal, la trata de personas y de estupefacientes. Por resolución de la Junta Municipal N.º 631, en 2013 se crea el Consejo Permanente de Seguridad Integral del Distrito de Encarnación. Este organismo está integrado por varias instituciones del estado de nivel central y departamental, además de órganos municipales y de algunas organizaciones sociales del municipio. Su creación fue necesaria para responder al crecimiento de la violencia en el municipio, lo cual se acentúa durante la temporada alta, considerando que el municipio está potenciándose como polo turístico y de desarrollo.
Desde 2012 y para las áreas turísticas, la Jefatura de Policía de Itapúa dispone la instalación de brigadas de la Policía Urbana para brindar seguridad a los ciudadanos encarnacenos y a los turistas que visitan la capital departamental. Por otro lado, la Unidad de Operaciones Tácticas Motorizadas (Grupo Lince) de la Policía Nacional se encuentra operando en el distrito desde diciembre de 2017. Este grupo de acción motorizada combate las acciones de los motochorros. A nivel país, la tasa de denuncias por robos perpetrados por motociclistas se redujo en un 33% gracias a la instalación de este grupo táctico.

#### Salud
- Hospital Regional de Encarnación: Ofrece atención las 24 horas, y recibe más de 2.000 consultas de pacientes mayores al mes, y más de 1400 consultas de pacientes menores de edad de provenientes de todo el departamento de Itapúa. Dispone de sala de terapia intensiva, diálisis, urgencias, laboratorio. El área de urgencia recibe en su mayoría pacientes con traumas por accidentes de tránsito. Para su mantenimiento y refacción se ejecutaron trabajos mediante un convenio entre la EBY y el Ministerio de Salud Pública y Bienestar Social, con una inversión aproximada de Gs 1.520.251.146, consistente en la intervención de tres bloques principales: Maternidad, Urgencias y Clínica Médica. La Entidad Binacional Yacyretá entregó insumos por un valor de Gs 30 millones, para las diferentes dependencias, y un aporte de G. 1.500 millones en recursos para la contratación de profesionales médicos para cubrir los tres turnos en el servicio de diálisis.

- Hospital Pediátrico Municipal: Mediante el Programa de Extramuro, se realizan visitas a los barrios para ofrecer un servicio de atención médica, nutricional y odontológica a infantes y personas adultas. Los servicios que ofrece son urgencias, odontología, nutrición (Lactario Programa de Entrega de Leche), internación, radiología, laboratorio, asistencia social, neonatología, psicología, kinesiología, ginecología, fonoaudiología, oftalmología, cirugía, vacunación, endocrinología, cardiología infantil-adultos, nefrología, otorrinolaringología, alergista, dermatología, reumatología, neurología, gastroenterología diabetología, etc.

## Cultura

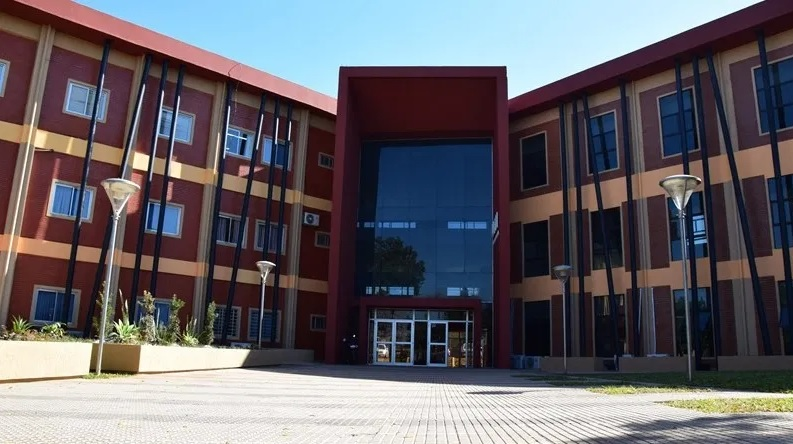
La Universidad Nacional de Itapúa, una de las más importantes del país.

El Departamento de Cultura de la Municipalidad es la principal organizadora y gestora de una importante labor de difusión del arte y la cultura. Promociona actividades recreativas, sociales y culturales de la ciudad, se encuentra actualmente abocada a la tarea de trabajar en forma interinstitucional con la Secretaría Nacional de Turismo del Paraguay (Senatur), dependiente de la Presidencia de la República del Paraguay.
Actividades como los encuentros internacionales de coro, festivales artísticos de las diferentes academias, representaciones oficiales a través de delegaciones artísticas en eventos culturales en otros países. Encarnación también es escenario del rodaje de varias películas paraguayas, entre ellas, Morgue.

### Educación
Posee establecimientos que cubren desde la educación preescolar hasta la universitaria. Existen varios colegios nacionales, privados y subvencionados. Es la ciudad universitaria más importante del sur del país.
La ciudad de Encarnación posee una interesante actividad en materia de educación. Posee numerosos establecimientos de enseñanza secundaria, profesional y artística. Las actividades en materia de formación están compartidas por la Universidad Católica «Nuestra Señora de la Asunción» filial Encarnación, la Universidad Nacional de Itapúa, la Universidad Autónoma de Encarnación y otras numerosas instituciones de educación superior.
En cuanto a la educación secundaria, el Centro Regional de Educación «General Patricio Escobar» cumple una amplia función a través de los Ciclos Básicos, Bachillerato Humanístico, Científico en Ciencias y Letras y Comercial, además de Formación Docente. Así también funcionan Escuelas Primarias de Aplicación. En el mismo lugar se encuentra la Supervisión de Colegios Secundarios de Itapúa. En esta institución desempeña un relevante papel, al prestar servicios de orientación a gran cantidad de Colegios y Liceos, no solo de la ciudad sino también del Departamento.

La sede de la Supervisión de Educación de Adultos trabaja en forma efectiva por la formación de los ciudadanos que por motivos laborales no pueden concretar sus estudios primarios en horas del día.

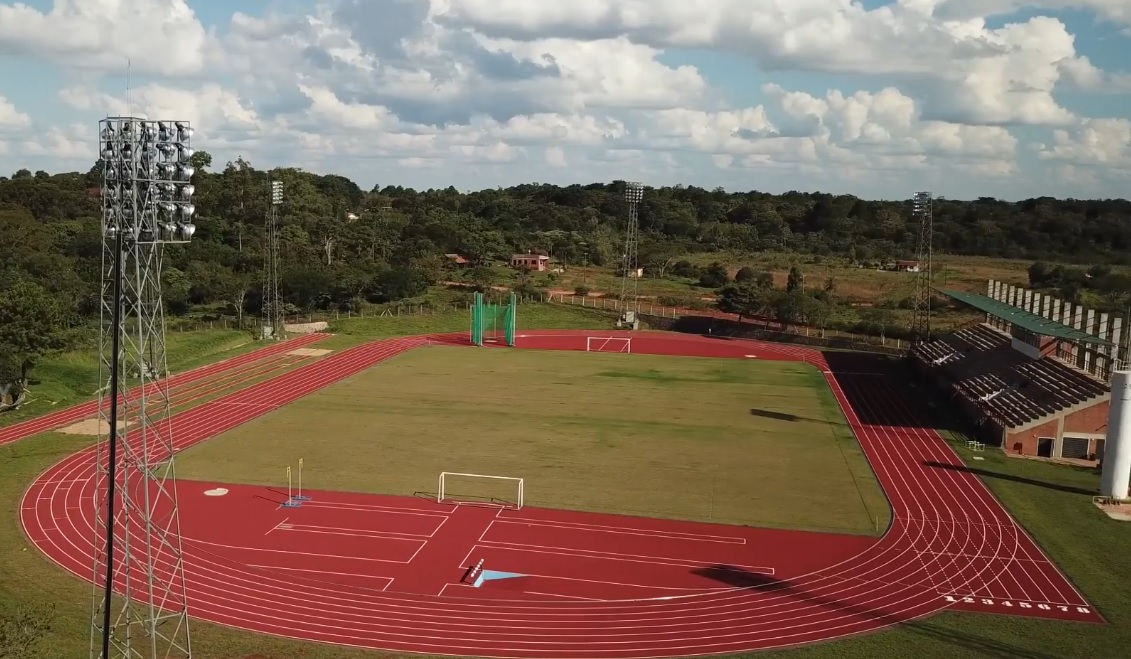
El Centro de Alto Rendimiento del Sur, ubicado en la ex-diben.

### Deportes
Encarnación se destaca en el fútbol del playa (siendo campeón de la liga nacional de fútbol playa varias veces), se destaca en el fútbol sala (la mayoría de los integrantes de la selección de futsal son encarnacenos), y también en el basquetball.
Encarnación también cuenta con el Centro de Alto Rendimiento para la práctica de los deportes atléticos, el cual fue inaugurado el 16 de junio de 2018. Esta pista olímpica posee una infraestructura adecuada para grandes eventos, para albergar competencias oficiales y también como espacio para la práctica de otras disciplinas. En vista a esto, Encarnación apunta a ser una de las ciudades referentes del deporte nacional. La apertura del recinto se dio inicio con el Campeonato Nacional de Interclubes con presencia de delegaciones de Ciudad del Este, Encarnación, Bella Vista, Santa Rosa Misiones, Asunción y San Pedro del Paraná.
Últimamente en la ciudad se ha implementado la práctica de remo aprovechando las aguas de la costanera ya que sus condiciones son aptas para dicho deporte. En 2022 fue inaugurado el nuevo Estadio Villa Alegre como reemplazo al antiguo estadio de la Liga Encarnacena de Fútbol ubicado en la Zona Baja -inundado por los trabajos de la EBY-, con capacidad inicial de 16.000 personas, que podría aumentarse a 30.000 personas.
Algunos equipos de fútbol de campo de Encarnación que jugaron en la Primera División de Paraguay de fútbol, fue el Club Universal, en el año 2000, y el Club Pettirossi en 1994. Otro equipo encarnaceno de fútbol de campo que ha llegado lejos ha sido el 22 de Setiembre, que llegó a jugar la División Intermedia -segunda división del fútbol paraguayo- en el año 2017. La Liga Encarnacena de Fútbol ha salido campeón por primera vez del Campeonato Nacional de Interligas 2022-23 el cual le ha otorgado un cupo en la División Intermedia para la próxima temporada.
En mayo de 2011 se realizó un torneo masculino de tenis de la categoría Future en la ciudad. Este repartió 15 000 dólares en premios y se realizó del 16 al 22 del mes nombrado. Se ha realizado la copa Copa Libertadores de Futsal, también a finales de mayo de 2011. En 2016 se realizó el Campeonato Mundial de Futsal C-17 de la AMF. En 2022 fue sede de los Juegos Suramericanos de 2022.

### Centro Municipal de Arte

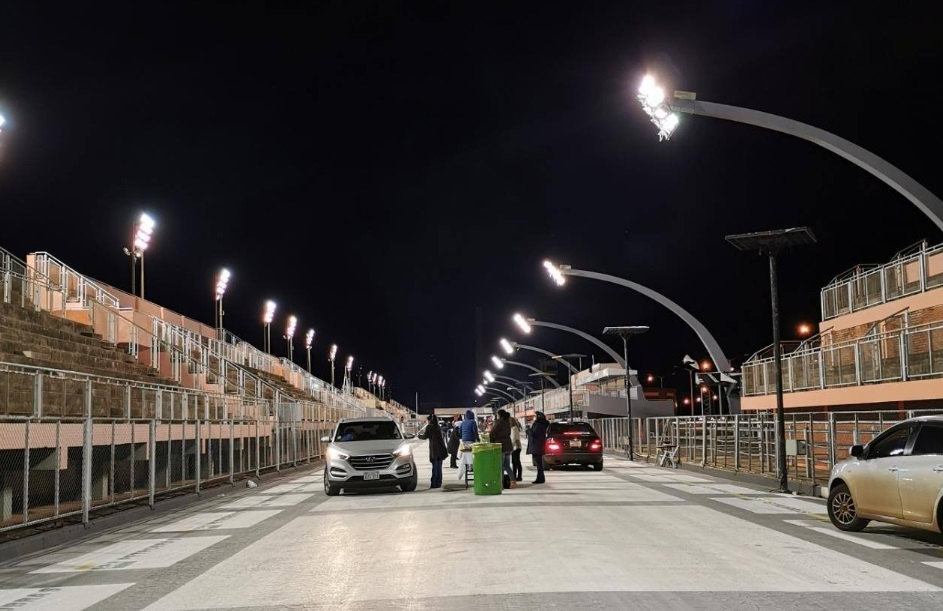
Centro Cívico o "Sambódromo", escenario del mayor carnaval del país.

El Centro Municipal de Arte (CEMA) "Prof. Julián Rojas Chilavert", designado con ese nombre por ordenanza 22/2016 por la Junta Municipal, se encuentra ubicado en el centro de la ciudad, a una cuadra de la terminal de ómnibus y frente a la Municipalidad de Encarnación, sobre la calle Mariscal Estigarribia casi Padre Kreusser. Fue el otrora edificio de la primera escuela normal de la ciudad, y fue recientemente acondicionado para albergar a la escuela municipal de música y de danza.
El Centro Municipal de Arte, como todas las instituciones educativas del Ministerio de Educación y Ciencias (MEC), abre sus puertas en febrero para realizar las inscripciones. Sin embargo, las clases inician en marzo y culminan en noviembre. El examen final promueve a otro curso si el estudiante aprueba. Todas las disciplinas de música incluyen el lenguaje musical que tiene una duración de 9 años. El CEMA fue prevista como instituto de enseñanza para menores, pero también para jóvenes y adultos que gustan de las disciplinas del arte. Algunas de las alternativas que ofrece para estudiar son: danza, guitarra, arpa, violín, viola, violonchelo, canto, instrumentos de viento, patín y teatro.
Respecto al porqué recibe ese nombre, se debe a que Julián Rojas presentó servicios como Inspector de Escuelas entre los años 1901 a 1946, y su trayectoria de cobertura acaparaba los departamentos de Encarnación, Villarrica, Caazapá, Misiones y Alto Paraná, teniendo su sede en Villa Encarnación (actual ciudad). Fue recordado por crear más de 300 escuelas, constituyéndose en la obra de elevación paraguaya más importante de las tres primeras décadas de 1900 en el sur del país. Julián Rojas Chilavert recorrió a caballo, tren y barco para hacer realidad su sueño de erigir escuelas, fue así que poco a poco creó la escuela "Buena Esperanza", "La Escuelita del Puerto", "República Argentina", la escuela "General Higinio Morinigo", entre otras. Otras de sus acciones fue atender a la población Mbya y Guayaki de Alto Paraná, cuando en 1913 creó escuelas para ambas etnias, siendo éstas las primeras escuelas para indígenas.

### Feria Municipal de Encarnación
La Feria Municipal de Encarnación, coloquialmente conocida como "La Placita", se encuentra ubicada sobre la Avenida Irrázabal y calle Cristo Rey, dentro del Barrio Buena Vista. Se trata de un espacio construido por la Entidad Binacional Yacyretá, destinado para que los comerciantes de la Placita de La Ex Zona Baja lo usufructen. Toda la Ex Zona Baja tuvo que ser relocalizada al encontrarse en una zona que sería posteriormente inundada por los trabajos de la represa.
El predio tiene una superficie de 10.460 m², de los cuales 6.980 m² corresponden a superficie cubierta, y se encuentra equipado con todos los implementos esenciales de seguridad e higiene de acuerdo a las reglamentaciones vigentes. El edificio cuenta con espacio para unos 276 feriantes distribuidos según sus respectivos rubros. Dentro de La Placita es posible encontrar puestos de verduras frescas, carnicerías, comedores, artesanías en cuero y barro, jugueterías, roperías, zapaterías y más.
Actualmente constituye un puesto de comercio dinámico, frecuentado tanto por encarnacenos como por turistas que llegan en busca de productos económicos y de gran calidad. La obra contó con una inversión estimada de 2.091 millones de guaraníes. Incluye tres tinglados con 148 mesas de hormigón, 34 casillas, un estacionamiento para los clientes, parada de taxis y de ómnibus. Asimismo, cuenta con sanitarios diferenciados y un oratorio.

### Turismo

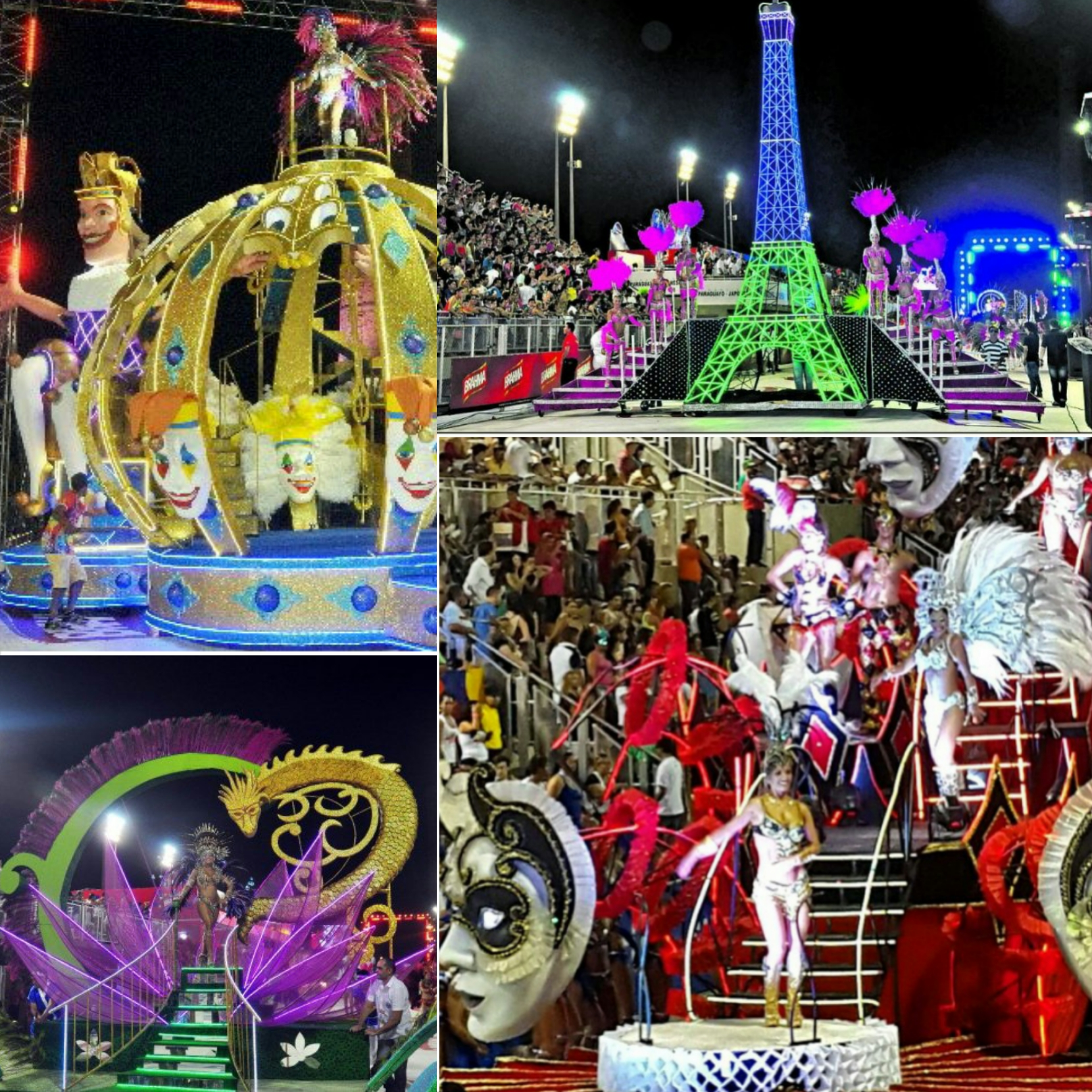
El Carnaval Encarnaceno es considerado el mayor carnaval de Paraguay.

Encarnación en los últimos años se ha fortalecido tanto en el turismo, que hoy día pasa a ser uno de los puntos de referencia turística más importantes del país, llegando inclusive a ser la ciudad turística más importante del Paraguay durante la época veraniega, debido a la cantidad de turistas que ingresan a la ciudad en esos meses.
La ciudad ofrece particularmente varias zonas comerciales, como el casco céntrico o el nuevo circuito comercial, donde es posible encontrar casi todo lo que busca un comprador en tren de turismo a precios muy accesibles. Existen restaurantes con comidas típicas e internacionales, desde discotecas, clubs nocturnos, cinemas, hoteles de 5 estrellas, parques y plazas de recreación, casinos y centros comerciales.
La extensa avenida costanera, que rodea prácticamente casi toda la ciudad, sus extensas tres playas municipales aptos para todo público, y sus locales gastronómicos, comerciales y de recreación cercanos son solo alguno de los puntos más preferidos por los turistas.
Los tradicionales carnavales encarnacenos son realizados cada año entre los meses de enero y febrero en el nuevo Sambódromo o centro cívico de la ciudad, y ostentan el título de ser el mayor carnaval del país. También por temporadas, están el Rally Trans-Itapúa o Codasur, la Expo Itapúa, entre otros atractivos.
Un poco más alejado de la ciudad, a unos 30 kilómetros por la Ruta PY06, se encuentran las Ruinas Jesuíticas de Jesús y Trinidad, declarados Patrimonio de la humanidad por la Unesco. También a unos 30 km. pero por la Ruta PY01, se encuentran las playas de Carmen del Paraná junto a su amplia avenida costanera.

### Gastronomía
El auge del turismo en Encarnación se generó gracias a las constantes inversiones en la ciudad, sumándose opciones atractivas de esparcimiento y lugares gastronómicos para todos los gustos. Frente a la Playa San José se ubica el denominado "Paseo Gastronómico", en un lugar estratégico de la ciudad que permite que los visitantes aprovechen el paisaje panorámico del río Paraná. Con una gran variedad de opciones destacan cadenas internacionales como McDonald's, Pizza Hut, para comidas rápidas, como confiterías, lugares temáticos con menú a la carta, con especialidades diferentes como pastas, pizzas, bufé, así como variedades de bebidas, tragos, postres, etc.
A mediados de 2019, encargados de cocina de los restaurantes, hoteles y emprendedores itapuenses coincidieron con la idea de convertir a la yerba mate en el producto estrella de la gastronomía. De este producto, la oferta gastronómica serían los nuevos menús de platos dulces y salados que los emprendedores aprendieron a elaborar en jornadas de capacitación. Estos cursos se realizaron en Encarnación, Bella Vista y Trinidad con el fin de potenciar el turismo gastronómico en Itapúa, y enfocándose en la capital departamental como epicentro de la ruta turística. Las capacitaciones fueron desarrolladas por la Secretaría Nacional de Turismo (Senatur) y la escuela gastronómica O'Hara, con el objetivo de sumar atractivos al ambicioso proyecto denominado «Ruta de la Yerba Mate».
En la capacitación, entre las opciones saladas fueron elaborados choricitos a la yerba y caña, lomito de cerdo demi-glace semi dulce de yerba mate, scones de yerba mate, pan de yema y yerba, etc. Mientras que entre las propuestas dulces se prepararon bizcochos y galletitas de yerba mate y maní molido, suspiros del monte y espuma de humo.

## Medios de comunicación

### Canales de televisión
Cuenta con varios canales de televisión abierta, entre los canales de aire está SUR TV -ex Canal 7 (SNT)-, Canal 5 de Asunción (Telefuturo) y el nuevo canal de aire local: Mástv, además de canales de televisión por cable como son: TVS (Televisora Del Sur), Canal 2, Holding Paraná RTV (canal 16).
Cuenta con varios medios escritos (periódicos), como la más importante: La Prensa del Sur, publicación semanal de interés general de carácter deportivo, social, económico, y político. También revistas de moda, deportivas, etc. Además cuenta con medios (prensa) digital por medio de redes sociales como: Itapúa en Noticias, Más Encarnación, etc.

### Radios AM y FM
| MHz/kHz      | Nombre de la radio AM/FM  | Ciudad      | Temática    |
| ------------ | ------------------------- | ----------- | ----------- |
| AM 760 kHz   | Radio Encarnación         | Encarnación | Informativo |
| FM 89.7 MHz  | Radio Paraná              | Encarnación | Informativo |
| FM 90.1 MHz  | Radio Comunitaria Candela | Encarnación | Informativo |
| FM 90.5 MHz  | Radio Cambyretá           | Cambyretá   | Variedades  |
| FM 92.1 MHz  | Radio Santa María         | Encarnación | Religión    |
| FM 93.3 MHz  | Radio Pop                 | Encarnación | Musical     |
| FM 95.7 MHz  | Radio Encarnación         | Encarnación | Informativo |
| FM 99.7 MHz  | Radio Punto Cero          | Encarnación | Informativo |
| FM 102.5 MHz | Radio Itapúa              | Encarnación | Informativo |
| FM 103.1 MHz | Radio Tupasy Renda        | Encarnación | Religión    |
| FM 103.9 MHz | Radio Santa Helena        | Encarnación | Variedades  |
| FM 106.5 MHz | Radio FM del Sur          | Encarnación | Variedades  |

### Operadores de internet
En los mayores espacios públicos de la ciudad ―como la nueva costanera o también la Plaza de Armas― hay servicio de Wi-fi (internet gratuito).
Además se encuentran las sucursales de las líneas telefónicas: Tigo, Personal, Vox y Claro, con señal de hasta 4G (LTE) para toda la ciudad. La empresa Personal (Núcleo S.A.E.) ofrece servicios de FTTH desde junio de 2020.

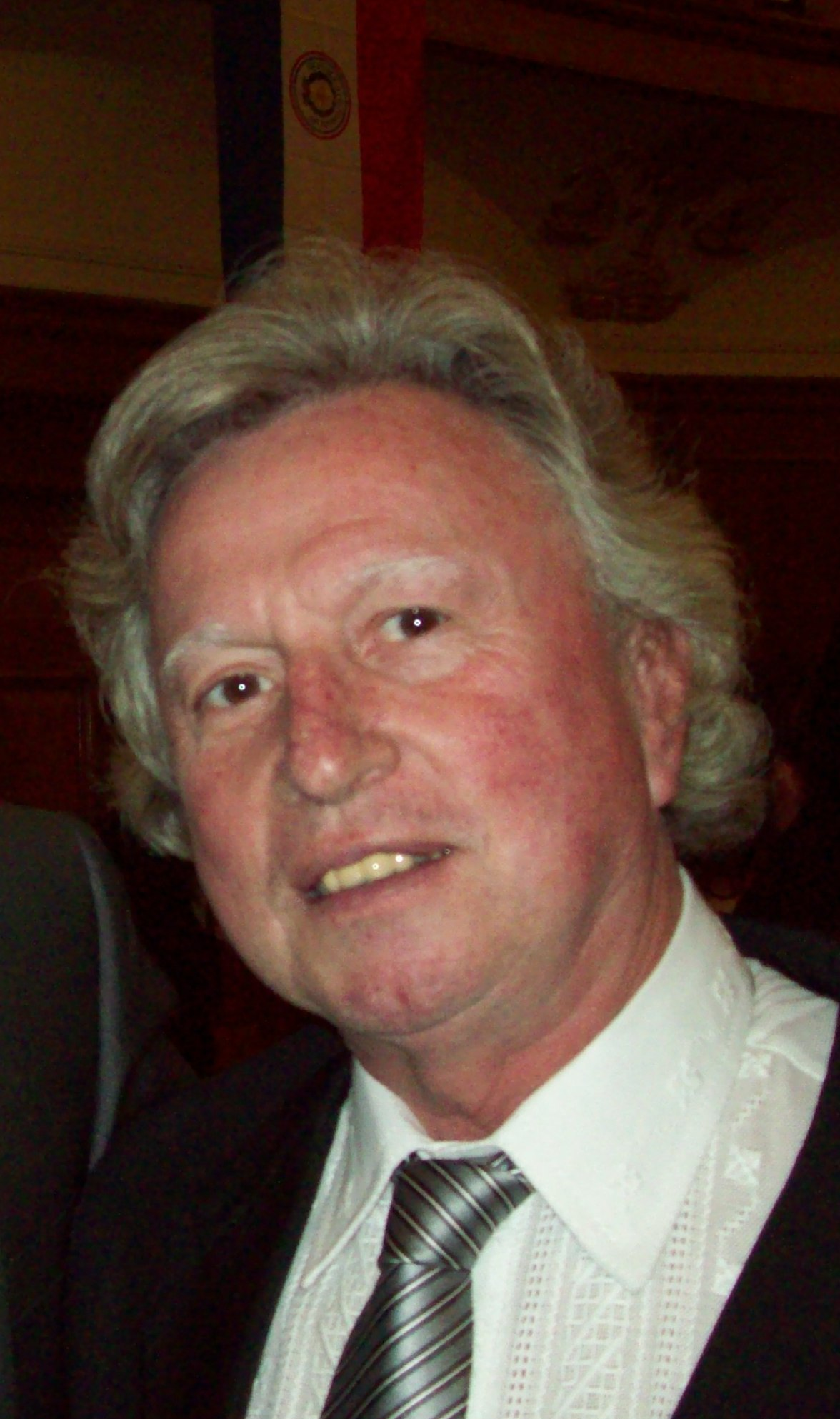
Luis Szarán, músico e investigador.

## Personalidades destacadas

### Cultura y Ciencia
- Juan Díaz Bordenave: Intelectual paraguayo, considerado uno de los padres del pensamiento latinoamericano en comunicación y uno de los fundadores del pensamiento educomunicativo.
- Luis Szarán: Músico, director de orquesta, compositor e investigador musical paraguayo.
- Esther Ballestrino: Maestra, bioquímica y activista social paraguaya, notable por ser una de las fundadoras de la asociación de las Madres de Plaza de Mayo.
- Jorge Garbett: Músico, compositor e intérprete, importante referente del Nuevo Cancionero Popular Paraguayo.
- Ciriaco Duarte: Escritor, periodista, líder sindicalista y anarquista.
- Jorge Alberto Rivas Alborno: Médico neurólogo. Escritor de libros de cuentos, poemas y novelas de distintos géneros entre ellos de ficción moderna editados algunos en línea a nivel internacional.[79]
- Lucía Scosceria de Cañellas: Poeta, narradora y docente, de origen italiano.[80]
- Tranquilino Soria: Director de orquestas, bandoneonísta, guitarrista, autor y compositor. Conocido en al ambiente artístico como "Juan Carlos Soria", nació el 6 de agosto de 1919 en la Compañía Independencia, en cercanías de Encarnación.[81]

### Militares y Políticos
- Alfredo Stroessner, militar, dictador, presidente de la República del Paraguay durante casi 35 años (1954-1989).

- Luis Irrazábal: Militar con destacada actuación durante la Guerra del Chaco.
- Tomás Romero Pereira: 47.º presidente provisional de Paraguay desde mayo a agosto de 1954, luego del golpe de Estado que derrocara al presidente Chaves.
- Antonio Maidana: Profesor y dirigente comunista.
- Ananías Maidana Palacios: Profesor y político, secretario general del Partido Comunista Paraguayo entre 1989 y 2007.
- Obdulio Barthe: Político comunista y sindicalista. Fue uno de los líderes de la Toma de Encarnación en 1931.
- Luis Alberto Sarquis: arquitecto, político y exlegislador de la nación.

### Deportistas
- Alfredo Mendoza: Internacional paraguayo, exjugador de fútbol en la posición de delantero.
- Carlos Javier Acuña: Futbolista, delantero en el Albacete Balompié.

## Ciudades hermanadas
- Posadas, Argentina